# 4. Februar
Der 4. Februar ist der 35. Tag des gregorianischen Kalenders, somit bleiben 330 Tage (in Schaltjahren 331 Tage) bis zum Jahresende.

## Ereignisse

### Politik und Weltgeschehen

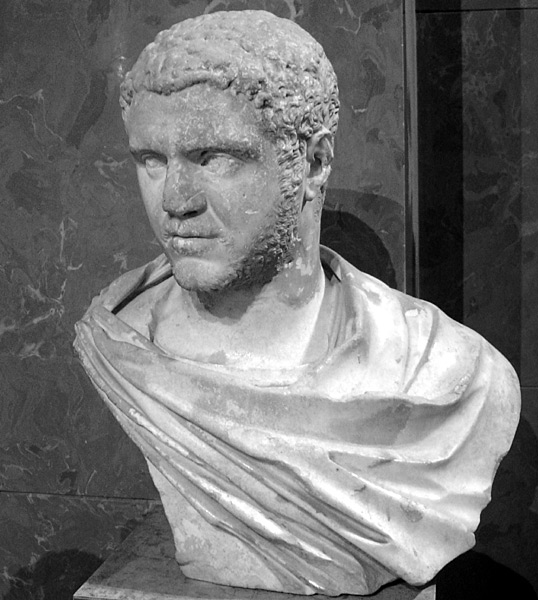
211: Kaiser Caracalla

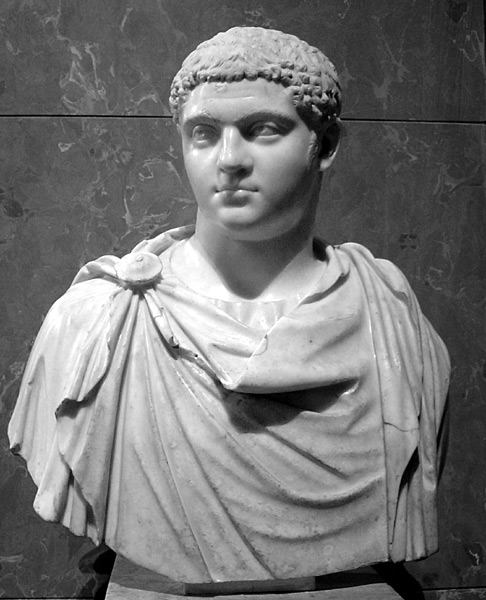
211: Kaiser Geta

- 0211: Caracalla und sein Bruder Geta werden nach dem Tod ihres Vaters Septimius Severus gemeinsame Herrscher im Römischen Reich.
- 0900: Ludwig IV., das Kind wird in Forchheim zum König des Ostfrankenreichs gekrönt.
- 0960: Im Kaiserreich China kommt der Generalfeldmarschall Song Taizu wenige Monate nach dem Tod des Herrschers Shi Zong durch einen Staatsstreich gegen dessen minderjährigen Sohn und Nachfolger Gongdi an die Macht und begründet die Song-Dynastie.
- 1194: Nach der Zahlung des Lösegelds und der Einlösung aller Bedingungen, unter anderem seiner Unterwerfung unter Kaiser Heinrich VI., wird der englische König Richard Löwenherz, der sich seit Dezember 1192 in der Gefangenschaft des österreichischen Herzogs Leopold V. befunden hat, freigelassen.
- 1454: Der im Vorjahr von Kaiser Friedrich III. für rechtswidrig erklärte Preußische Bund unter Hans von Baysen kündigt dem Hochmeister des Deutschen Ordens, Ludwig von Erlichshausen, den Gehorsam auf und beginnt in der Folge den Dreizehnjährigen Krieg.

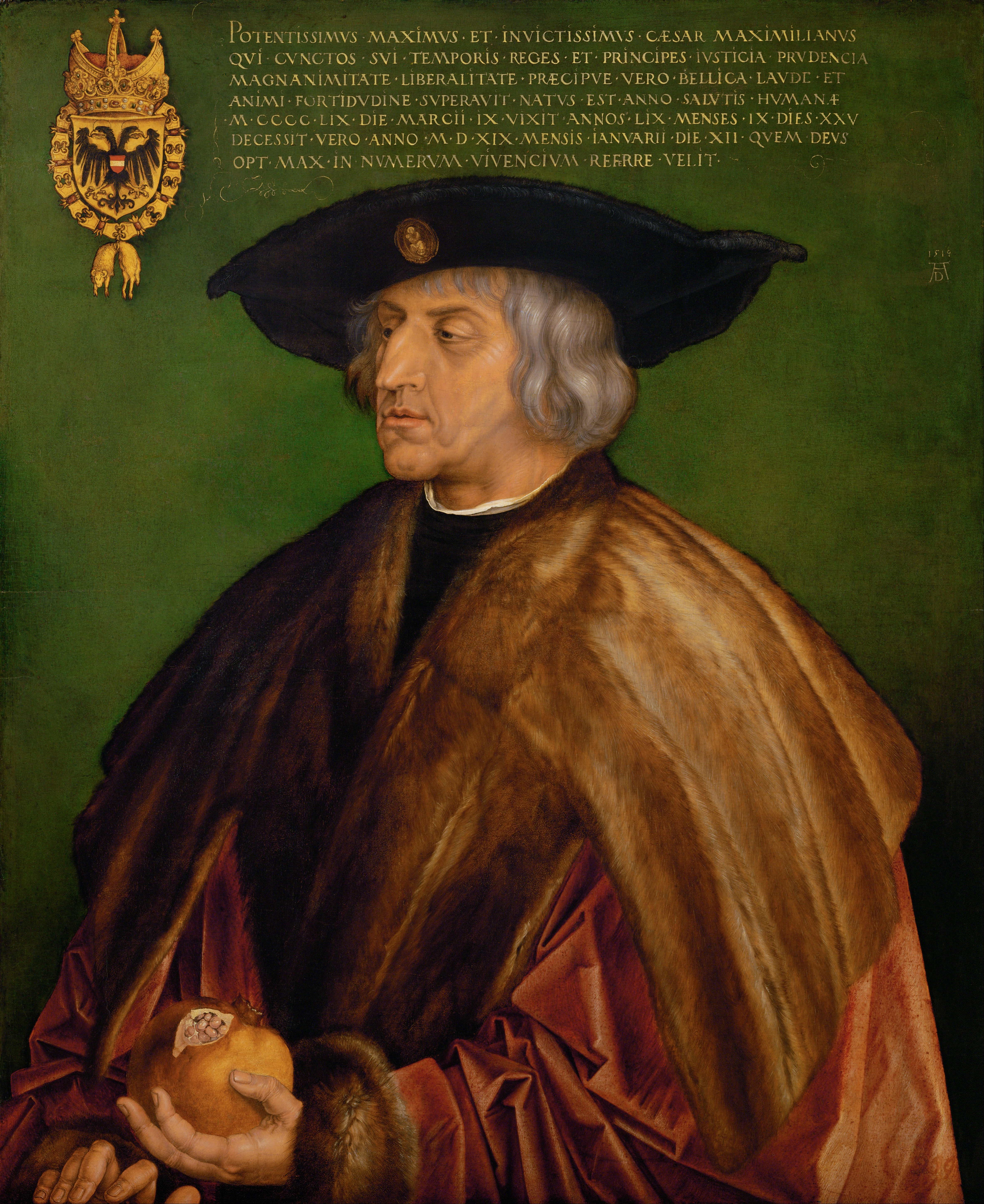
1508: Maximilian I.

- 1508: Maximilian I. nimmt im Dom von Trient mit Zustimmung durch Papst Julius II. die Kaiserwürde an. Eine Krönung durch den Papst in Rom verhindert die Republik Venedig, weil sie den Durchzug Maximilians durch ihr Gebiet ablehnt.
- 1582: Die Belagerung von Pskow im Livländischen Krieg endet nach dem im Vertrag von Jam Zapolski vereinbarten Waffenstillstand mit dem Abzug der letzten polnisch-litauischen Einheiten von der russischen Stadt.
- 1722: Der Ukas zur unter dem Einfluss Peters des Großen entstandenen Rangtabelle wird in Russland veröffentlicht und tritt sechs Tage später in Kraft. In ihr wird das staatliche Laufbahnsystem gegliedert, das bis zur Oktoberrevolution gelten wird.

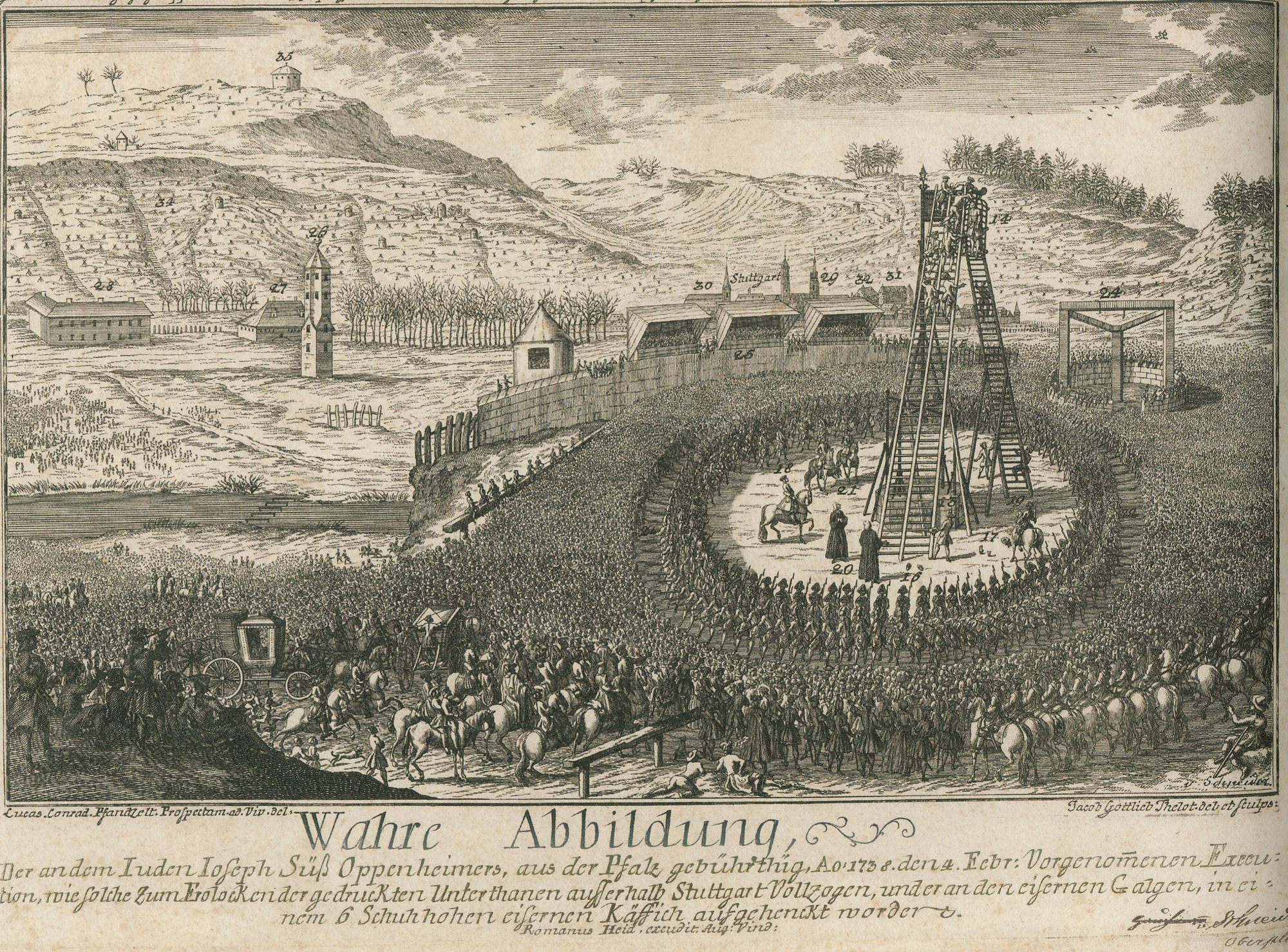
1738: Kupferstich der Hinrichtung Oppenheimers

- 1738: Eine große Menge von Zuschauern beobachtet vor den Toren Stuttgarts auf dem Galgenberg die Hinrichtung von Joseph Süß Oppenheimer, der sich als Finanzberater unter dem verstorbenen Herzog Karl Alexander von Württemberg in ständischen Kreisen unbeliebt gemacht hat und am 9. Januar ohne Begründung zum Tode verurteilt worden ist. Sein Leichnam bleibt mehrere Jahre in einem eisernen Käfig hängen.
- 1789: George Washington wird bei der ersten Präsidentschaftswahl in den Vereinigten Staaten vom Wahlmännerkollegium einstimmig zum ersten Präsidenten der USA gewählt. Vizepräsident wird John Adams.
- 1794: Frankreich schafft im Zuge der Französischen Revolution in allen seinen Territorien die Sklaverei ab.

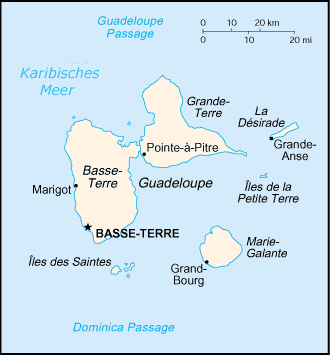
1810: Guadeloupe

- 1810: Die britische Marine nimmt während der Napoleonischen Kriege die von Frankreich beherrschte Inselgruppe Guadeloupe in der Karibik ein. Sie bleibt bis zum 3. März 1813 in britischem Besitz.
- 1860: Im Spanisch-Marokkanischen Krieg besetzen spanische Truppen die marokkanische Stadt Tétouan.

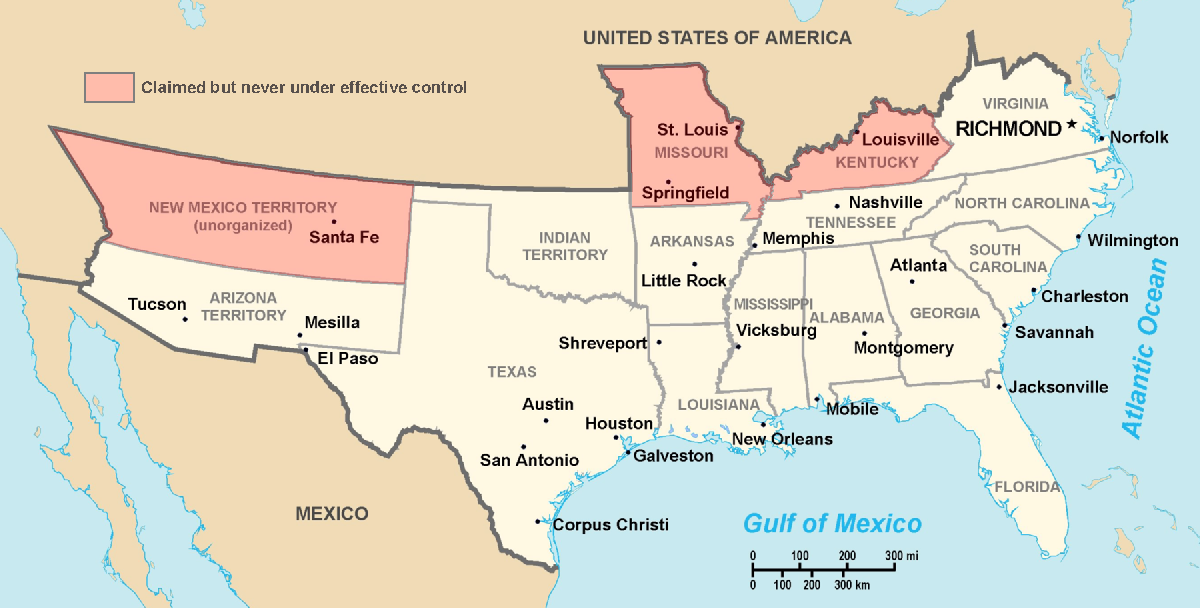
1861: Konföderierte Staaten von Amerika

- 1861: Die bereits früher aus der Union ausgetretenen Südstaaten South Carolina, Mississippi, Florida, Alabama, Georgia und Louisiana schließen sich in Montgomery zu den Konföderierten Staaten von Amerika zusammen, was einen Sezessionskrieg beinahe unvermeidlich macht.
- 1884: Während des Mahdi-Aufstands gelingt es einer Streitmacht unter dem Sklavenhändler Osman Digna, ein von Valentine Baker befehligtes anglo-ägyptisches Heer bei at-Taib im östlichen Sudan zu besiegen.
- 1890: Entgegen dem Rat des Reichskanzlers Otto von Bismarck und ohne dessen vorgeschriebene Gegenzeichnung werden nach dem Willen Kaiser Wilhelms II. die Februarerlasse veröffentlicht. Sie kündigen einen Ausbau des Arbeiterschutzes an.

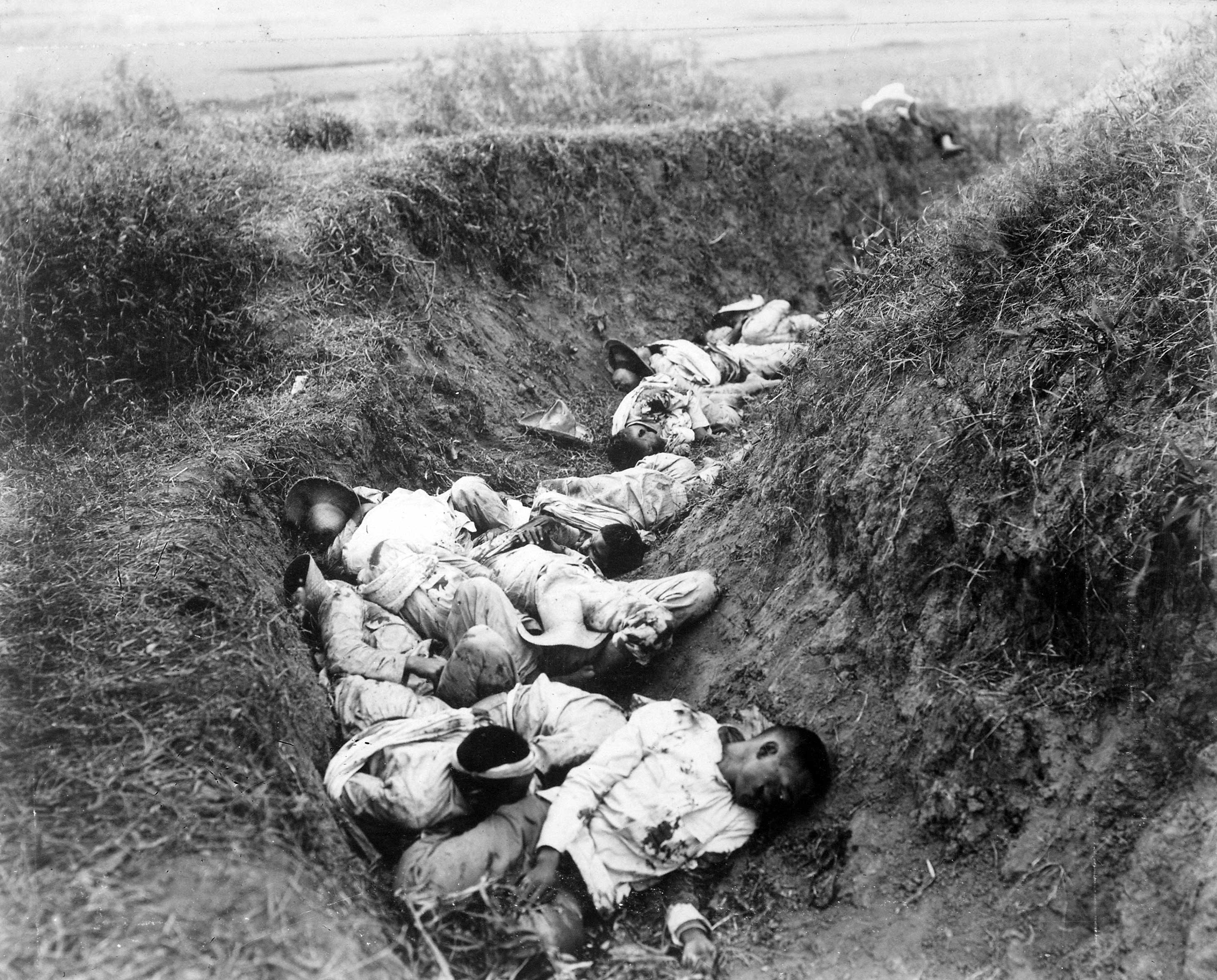
1899: Philippinische Tote am ersten Tag des Krieges

- 1899: Mit dem Beschuss philippinischer Soldaten durch eine US-Patrouille beginnt der Philippinisch-Amerikanische Krieg zwischen den Philippinen und den USA, die gerade erst im Spanisch-Amerikanischen Krieg gemeinsam für die Unabhängigkeit der Inselgruppe von Spanien gekämpft haben.
- 1919: 600 Freiwillige unter Walter Caspari, die sich hauptsächlich aus Angehörigen des kurz zuvor entwaffneten Infanterie-Regiments Bremen Nr. 75 zusammensetzen, greifen die seit 10. Januar bestehende Räterepublik in Bremen an und zerschlagen sie innerhalb eines Tages.
- 1920: Einer Regelung des Versailler Vertrags folgend, verlassen die deutschen Behörden das Hultschiner Ländchen. Es fällt an die Tschechoslowakei, obwohl eine überwältigende Bevölkerungsmehrheit nach einer Umfrage beim Deutschen Reich bleiben mag.
- 1933: Durch die Verordnung des Reichspräsidenten zum Schutze des Deutschen Volkes durch Reichspräsident Paul von Hindenburg werden die Grundrechte der Weimarer Verfassung, insbesondere Versammlungs- und Pressefreiheit eingeschränkt. Reichsinnenminister Wilhelm Frick erhält weitreichende Vollmachten.
- 1936: Wilhelm Gustloff, Landesgruppenleiter in der NSDAP-Auslandsorganisation in der Schweiz, wird von dem jüdischen Medizinstudenten David Frankfurter erschossen, woraufhin Gustloff von den Nationalsozialisten zum „Blutzeugen“ hochstilisiert wird.
- 1938: Adolf Hitler übernimmt mittels Erlass persönlich das Oberkommando der Wehrmacht.
- 1942: Japan besiegt die alliierte ABDA-Flotte in der Schlacht in der Straße von Makassar im Pazifikkrieg.

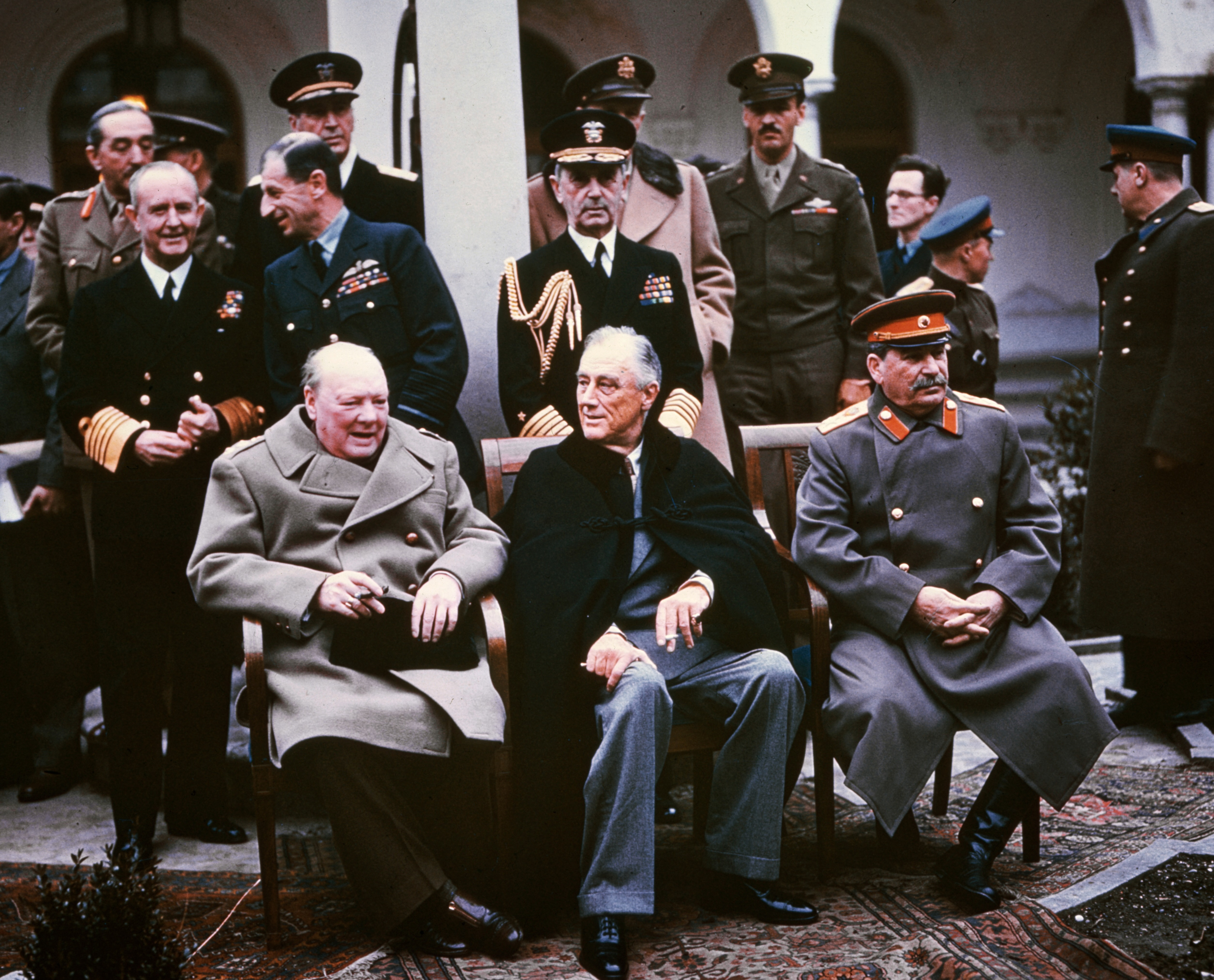
1945: Konferenz von Jalta

- 1945: Auf der sowjetischen Schwarzmeer-Halbinsel Krim beginnt die Konferenz von Jalta, an der US-Präsident Franklin D. Roosevelt, der britische Premierminister Winston Churchill und der sowjetische Partei- und Regierungschef Josef Stalin teilnehmen. Dort wird die Neuordnung Europas nach dem Zweiten Weltkrieg besprochen.

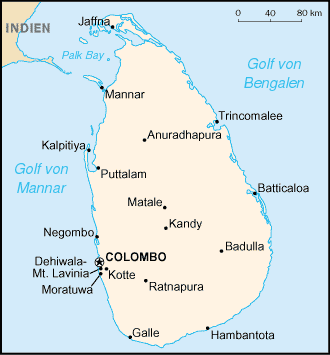
1948: Ceylon

- 1948: Ceylon, das heutige Sri Lanka, wird innerhalb des Commonwealth of Nations unabhängig von Großbritannien.
- 1949: Bei einem Anschlag auf dem Gelände der Universität Teheran wird Schah Mohammad Reza Pahlavi leicht verletzt. Der Attentäter Nasser Fakhr Araϊ wird von Sicherheitskräften erschossen. Der Schah nutzt das Attentat in der Folge, um die Tudeh-Partei zu verbieten und eine zweite Kammer im Parlament zu schaffen, um seinen politischen Einfluss zu stärken.
- 1953: Der Deutsche Bundestag stellt das Anwerben von Deutschen für fremde Militärdienste in § 109h StGB unter Strafe. Damit soll dem Zustrom zur französischen Fremdenlegion Einhalt geboten werden.
- 1974: Patty Hearst, Erbin des Hearst-Presseimperiums, wird von der Symbionese Liberation Army entführt.
- 1992: Das Movimiento Bolivariano Revolucionario 200 unter Hugo Chávez führt einen Putsch gegen den venezolanischen Präsidenten Carlos Andrés Pérez durch, der jedoch nach zwölf Stunden niedergeschlagen wird.
- 1993: In Österreich treten die fünf Abgeordneten Heide Schmidt, Klara Motter, Friedhelm Frischenschlager, Hans Helmut Moser und Thomas Barmüller aus der Freiheitlichen Partei Österreichs (FPÖ) aus und gründen eine eigene Fraktion, das Liberale Forum (LIF).

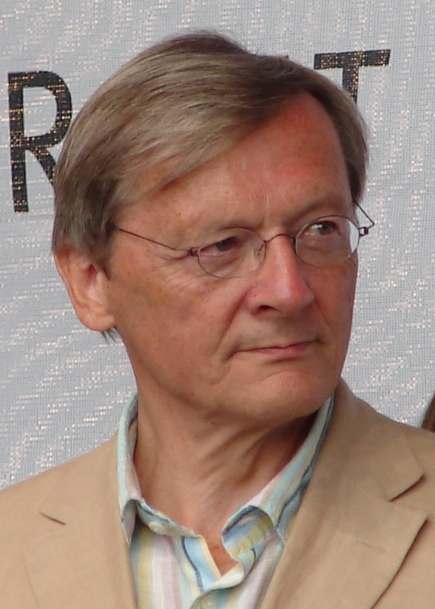
2000: Wolfgang Schüssel

- 2000: In Österreich wird die FPÖ-ÖVP-Regierung unter Bundeskanzler Wolfgang Schüssel von Bundespräsident Thomas Klestil angelobt. Wegen der rund 10.000 Demonstrierenden auf dem Heldenplatz muss das Regierungsteam durch einen unterirdischen Gang zur Angelobungszeremonie in die Hofburg.
- 2003: Durch Parlamentsbeschluss erfolgt die Umwandlung der Bundesrepublik Jugoslawien in den losen Staatenbund von Serbien und Montenegro.
- 2003: Für die Präsentation durch US-Außenminister Colin Powell, in der Massenvernichtungswaffen im Irak unter Saddam Hussein nachgewiesen und die Kriegsgegner von der Notwendigkeit eines Irakkriegs überzeugt werden sollen, wird auf Wunsch der USA die im UN-Gebäude hängende Kopie von Pablo Picassos Guernica verhängt.

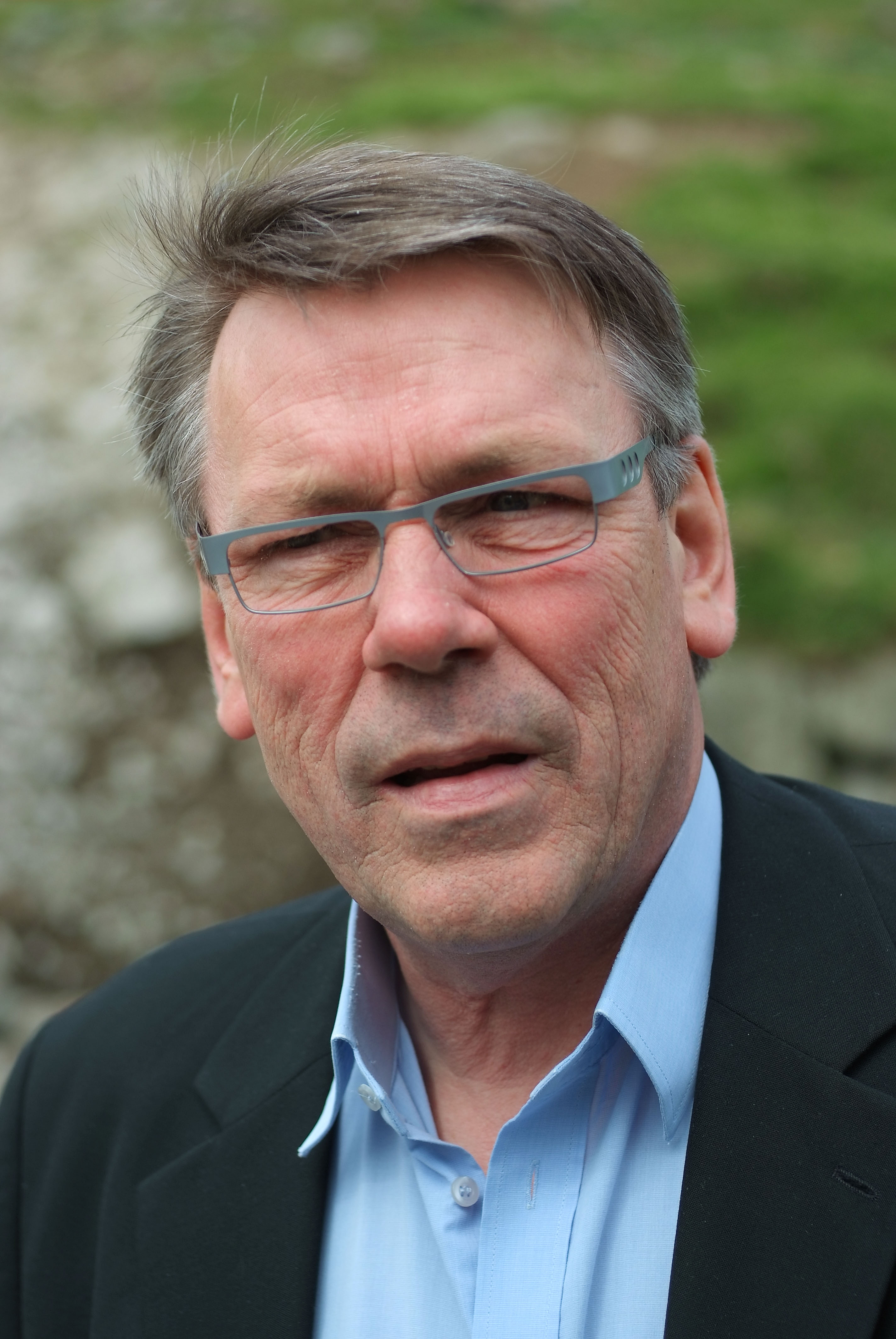
2004: Jóannes Eidesgaard

- 2004: Jóannes Eidesgaard wird nach dem Wahlsieg seiner Partei Javnaðarflokkurin zum Løgmaður, dem Ministerpräsidenten der Färöer, gewählt.
- 2005: Im Irak wird die italienische Journalistin Giuliana Sgrena entführt.
- 2005: In der Charta von Florenz erklären zahlreiche Regionen aus Mitgliedsstaaten der Europäischen Union, den Anbau von gentechnisch veränderten Kulturen auf ihrem Gebiet abzulehnen.

### Wirtschaft
- 1862: Facundo Bacardí kauft eine kleine Rum-Destillerie in der Calle Matadero N° 5 in Santiago de Cuba und gründet das Unternehmen Bacardi & Ca.
- 1889: Die französische Gesellschaft zum Bau des Panamakanals geht in den gerichtlichen Konkurs, was etwa 85.000 Gläubiger schädigt. Der Panamaskandal zieht herauf.
- 1941: Für die Erfindung von Teflon erhält der US-Amerikaner Roy Plunkett das beantragte US-Patent.

- 1956: Die DDR-Fluggesellschaft Deutsche Lufthansa nimmt ihren ersten Linienverkehr auf der Flugroute Berlin–Warschau auf.
- 1963: In Genf beginnt die erste internationale Konferenz über Entwicklungshilfe.
- 1971: Der britische Auto- und Triebwerkshersteller Rolls-Royce meldet Konkurs an. Die Entwicklung des Strahltriebwerks Rolls-Royce RB211 überfordert die Finanzen des Unternehmens.
- 1972: Lufthansa und Aeroflot nehmen den Linienverkehr zwischen Frankfurt am Main und Moskau auf.
- 2000: Nach einer monatelangen Übernahmeschlacht stimmt der Aufsichtsrat der Mannesmann AG der Übernahme durch Vodafone Group zu, die damit zum weltweit größten Mobilfunk-Anbieter aufsteigt.
- 2004: Mark Zuckerberg startet das Unternehmen Facebook als Student an der Harvard University als Plattform für Kontakte der Kommilitonen untereinander.
- 2009: Das deutsche Traditionsunternehmen Märklin meldet Insolvenz für die Standorte in Deutschland (Göppingen und Nürnberg) an.
- 2016: Bei einem groß angelegten Cyberdiebstahl werden 101 Millionen US$ vom Konto der Bangladesh Bank bei der Federal Reserve Bank in New York City entwendet.

### Wissenschaft und Technik
- 1600: Die Astronomen Tycho Brahe und Johannes Kepler treffen einander erstmals im Schloss Benatek nahe Prag.

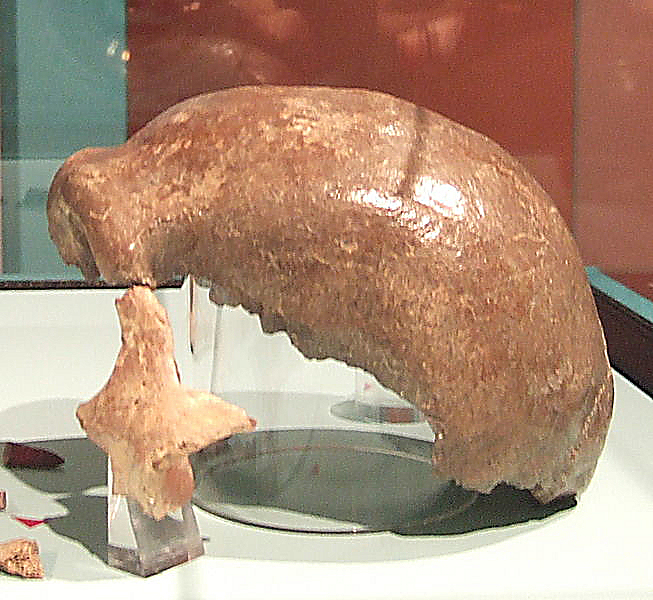
1857: Schädeldecke des Neandertalers

- 1857: Hermann Schaaffhausen berichtet nach Untersuchung fossiler Knochen über einen bisher unbekannten Frühmenschen, den Neandertaler, in der niederrheinischen Gesellschaft für Natur- und Heilkunde in Bonn. Dort zeigt er einen Gipsabdruck des von Johann Carl Fuhlrott im Neandertal gefundenen Schädeldaches.
- 1899: Die Standseilbahn Neuveville–Saint-Pierre nimmt als Wasserballastbahn ihren Betrieb in Freiburg im Üechtland auf.
- 1935: Im Berliner Harnack-Haus wird das Reichsfilmarchiv eröffnet.
- 1948: Das US-amerikanische Experimentalflugzeug Douglas D-558-II, auch Skyrocket genannt, der United States Navy, absolviert seinen Erstflug.
- 1962: In Memphis (Tennessee) wird das St. Jude Children’s Research Hospital gegründet.
- 2008: Aus Anlass des 50-jährigen Bestehens der NASA und des 45-jährigen Bestehens des „Deep Space“-Projekts der NASA wird 40 Jahre nach seiner Aufnahme der Beatles-Song Across the Universe, codiert als MP3, von der Madrider Deep-Space-Antenne abgestrahlt, er wird die 2,5 Billiarden Kilometer entfernte Polarstern-Region im Jahr 2439 erreicht haben. Dieser Tag wird seitdem als Across the Universe Day bezeichnet.

### Kultur
- 1749: Am Teatro Argentina in Rom wird die Oper Artaserse von Niccolò Jommelli uraufgeführt.
- 1836: Am Teatro La Fenice in Venedig findet die Uraufführung der Oper Belisario von Gaetano Donizetti statt.

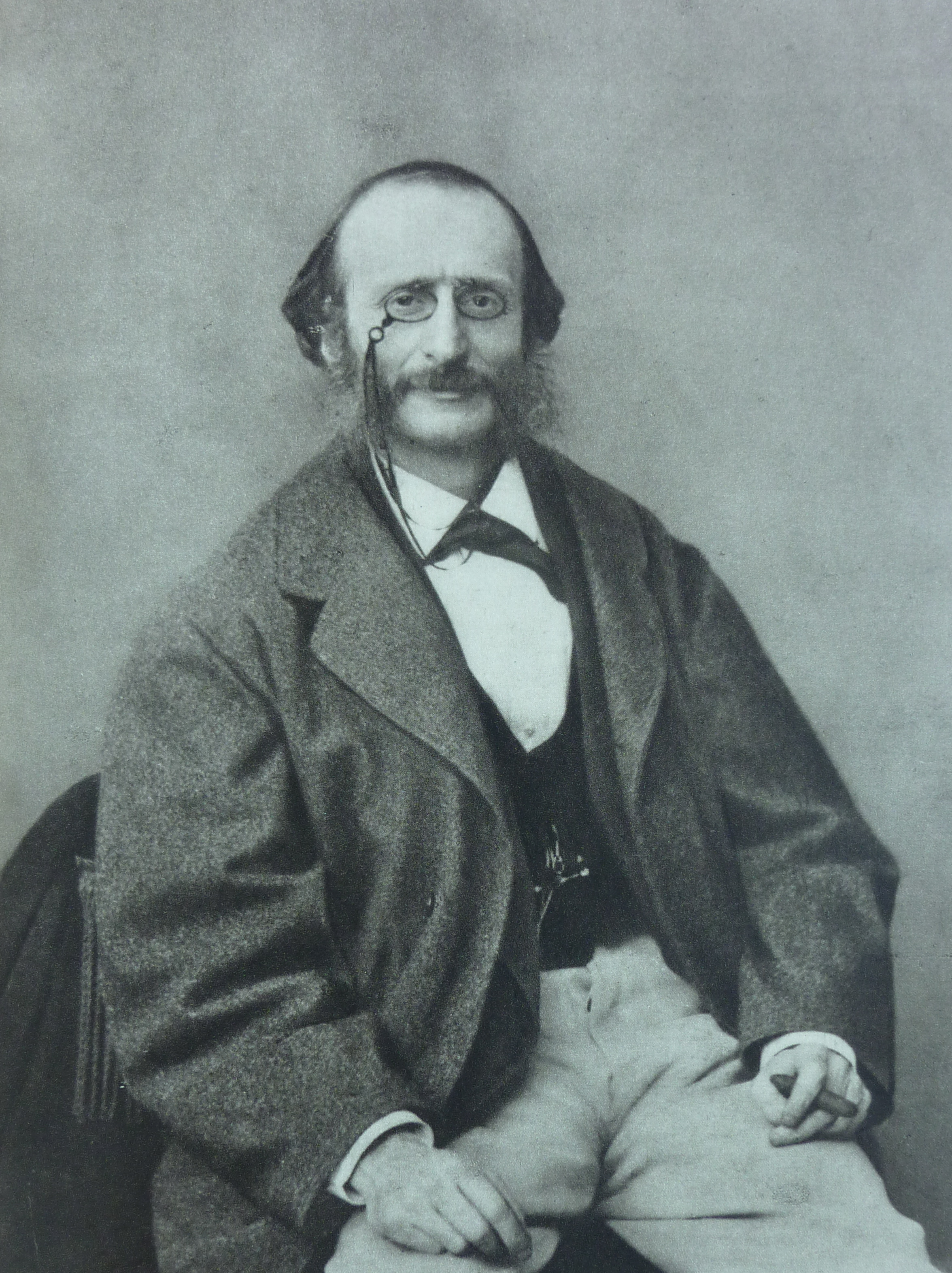
1864: Jacques Offenbach

- 1864: An der Hofoper in Wien erfolgt die Uraufführung der romantischen Oper Die Rheinnixen von Jacques Offenbach. Das Stück gerät bald in Vergessenheit, bis auf einige Melodien, die der Komponist in Les Contes d'Hoffmann wieder verwendet.
- 1939: In Stuttgart findet die Uraufführung der Operette Die ungarische Hochzeit von Nico Dostal statt.
- 1941: Auf Initiative von US-Präsident Franklin D. Roosevelt werden die United Service Organizations (USO) zur Unterhaltung der US-Truppen gegründet.
- 1943: Bertolt Brechts unter der Mitarbeit von Ruth Berlau und Margarete Steffin entstandenes episches Theaterstück Der gute Mensch von Sezuan wird am Schauspielhaus Zürich unter der Regie von Leonard Steckel uraufgeführt.

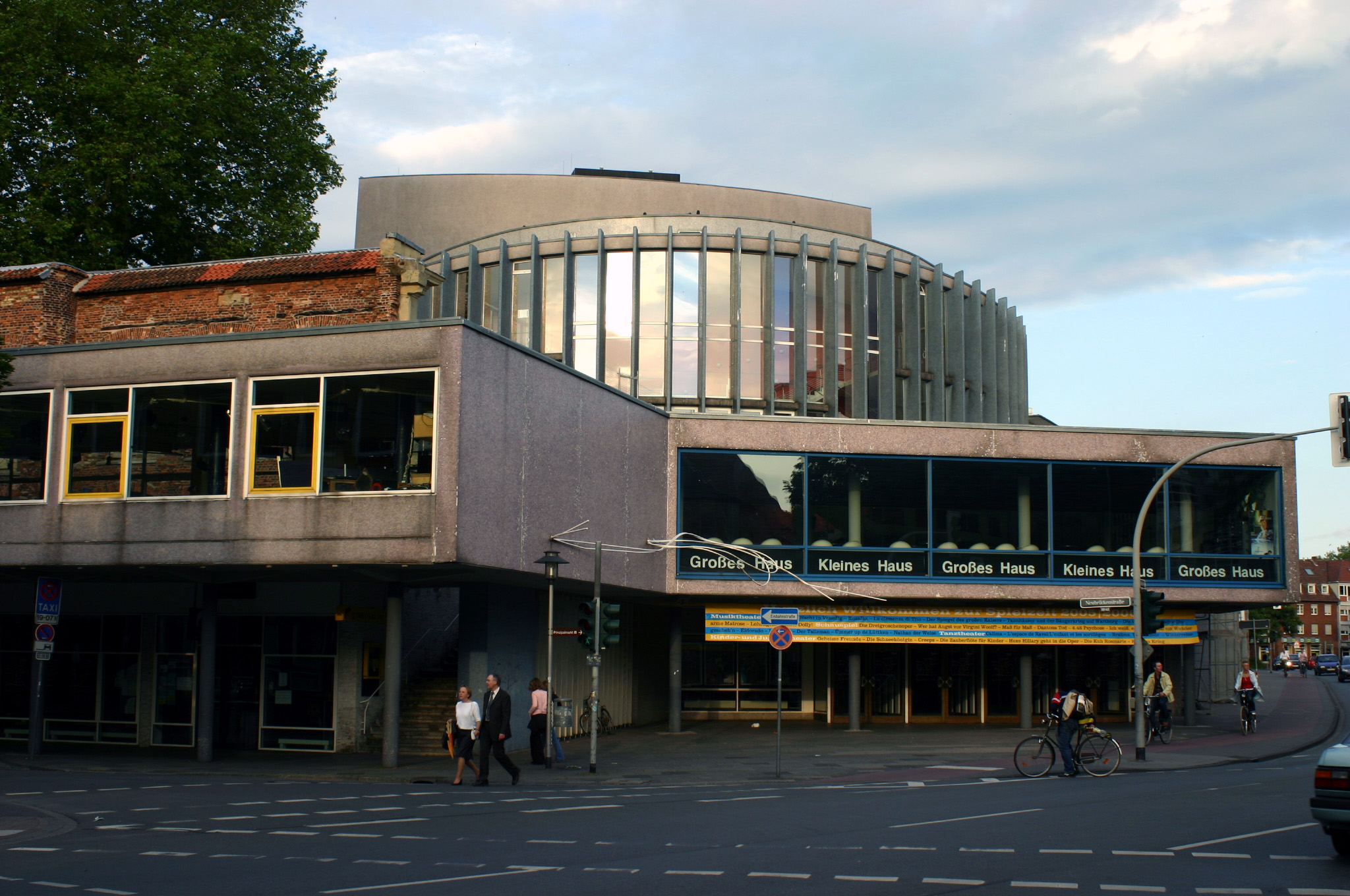
1956: Die Städtischen Bühnen Münster

- 1956: Der Neubau der im Zweiten Weltkrieg zerstörten Städtischen Bühnen in Münster wird eröffnet.

### Gesellschaft
- 1999: Der unbewaffnete Immigrant Amadou Diallo aus Guinea wird von der New Yorker Polizei bei seiner Verhaftung mit 41 Schüssen getötet, was einen Aufschrei der Bürgerrechtsbewegung zur Folge hat.
- 2013: Auf einer Pressekonferenz der Universität Leicester wird bekannt gegeben, dass bei Ausgrabungsarbeiten in Leicester die sterblichen Überreste König Richards III. von England identifiziert wurden.

### Religion
- 1442: Auf dem Konzil von Florenz wird eine Union zwischen der römisch-katholischen und der koptischen Kirche geschlossen, die jedoch ohne weitere Folgen bleibt.
- 1555: Der protestantische Theologe John Rogers stirbt als verurteilter Ketzer auf der Londoner Richtstätte Smithfield den Feuertod.

### Katastrophen
- 1797: Die Stadt Riobamba im spanischen Vizekönigreich Neugranada, dem heutigen Ecuador, wird durch ein Erdbeben nahezu völlig zerstört, die Hälfte der Einwohnerschaft kommt ums Leben.
- 1966: Beim Absturz einer Boeing 727 der Nippon Airways kurz vor der Küste Japans bei Tokio sterben alle 133 Menschen an Bord.
- 1975: Ein Erdbeben der Stärke 7,0 in der Volksrepublik China fordert rund 10.000 Tote.
- 1976: Bei einem Erdbeben in Guatemala mit hunderten Erdstößen sterben mehr als 23.000 Menschen.
- 1997: Zwei Erdbeben im Nordosten des Iran kosten etwa 100 Menschen das Leben, mehrere Dörfer werden vernichtet.
- 1998: Bei einem Erdbeben der Stärke 6,1 in Tadschikistan und Afghanistan kommen ca. 2.300 Menschen ums Leben.

Kleinere Unglücksfälle sind in den Unterartikeln von Katastrophe und in der Liste von Katastrophen aufgeführt.

### Sport
- 1897: Auf dem Halensee in Berlin findet das älteste verzeichnete Eishockeyspiel in Deutschland statt, der Akademische Sport Club Berlin gewinnt gegen eine Studentenmannschaft mit 11:4.
- 1899: Der Fußballverein Werder von 1899, heute bekannt als Werder Bremen, wird von einer Gruppe Schüler gegründet.
- 1904: Der Turnverein Hassee-Winterbek e. V. (THW Kiel) wird als Turnverein für Knaben und Männer gegründet. Er macht sich später als deutscher Handball-Rekordmeister einen Namen.
- 1906: Der 1. Schleswiger Sportverein Schleswig 06 wird als Fußballverein gegründet
- 1932: Die III. Olympischen Winterspiele in Lake Placid werden vom Gouverneur des US-Bundesstaats New York, Franklin D. Roosevelt, eröffnet.
- 1976: Die XII. Olympischen Winterspiele in Innsbruck werden vom österreichischen Bundespräsidenten Rudolf Kirchschläger eröffnet. Bei der Eröffnungsfeier werden zwei olympische Feuer entzündet. Das erste von Christl Haas, das zweite von Josef Feistmantl.
- 2007: Die deutsche Männer-Handballnationalmannschaft gewinnt die WM in der Kölnarena gegen Polen mit 29:24. Im Spiel um Platz 3 besiegt Dänemark Frankreich mit 34:27.
- 2018: Die Philadelphia Eagles schlagen die New England Patriots im Super Bowl LII mit 41:33 und gewinnen erstmals in ihrer Geschichte einen Super Bowl.

Einträge von Leichtathletik-Weltrekorden befinden sich unter der jeweiligen Disziplin unter Leichtathletik.

## Geboren

### Vor dem 17. Jahrhundert
- 1444: Anne Beauchamp, 15. Countess of Warwick, englische Adelige
- 1483: Ridolfo Ghirlandaio, italienischer Maler
- 1495: Francesco II. Sforza, Sohn des Herzogs Ludovico Sforza von Mailand
- 1504: Philipp Gallicius, reformierter Theologe, Kirchenlieddichter und Reformator des Engadins
- 1515: Mikołaj Radziwiłł Czarny, litauischer Adeliger, Beamter und Staatsmann
- 1575: Pierre de Bérulle, französischer Theologe und Kardinal

### 17. Jahrhundert

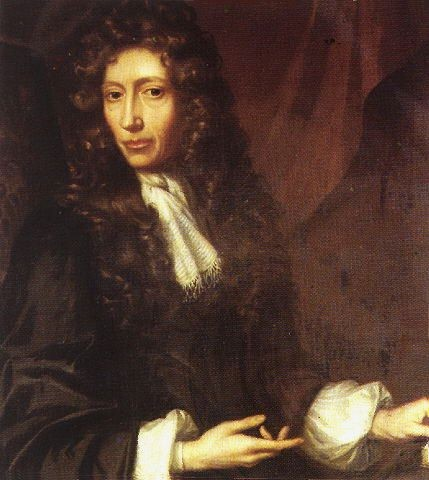
Robert Boyle (* 1627)

- 1627: Robert Boyle, irischer Chemiker und Naturwissenschaftler
- 1627: Ludolf Lorenz von Krosigk, kurbrandenburgischer Kriegsrat, Kammerherr und Obrist

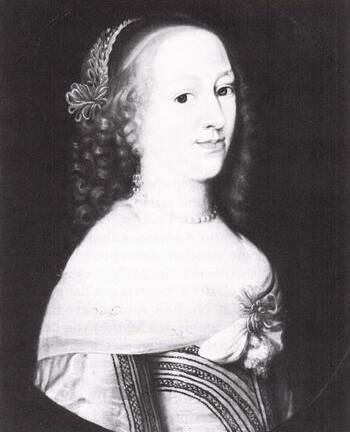
Sibylle Ursula von Braunschweig-Lüneburg (* 1629)

- 1629: Sibylle Ursula von Braunschweig-Wolfenbüttel, Herzogin von Schleswig-Holstein-Sonderburg-Glücksburg
- 1646: Hans Aßmann Freiherr von Abschatz, deutscher Barocklyriker
- 1646: Heinrich Christoph von Wolframsdorf, Fürstpropst von Ellwangen
- 1667: Hieronymus Dathe, deutscher lutherischer Theologe
- 1669: Raymund Ferdinand von Rabatta, Fürstbischof von Passau
- 1677: Johann Ludwig Bach, deutscher Komponist
- 1681: Christian Vitzthum von Eckstädt, polnischer und kursächsischer Oberst
- 1682: Johann Friedrich Böttger, deutscher Naturforscher und Alchemist, Weiterentwickler des Porzellans in Europa
- 1685: Wilhelmine von Grävenitz, Mätresse des württembergischen Herzoges Eberhard Ludwig
- 1688: Pierre Carlet de Marivaux, französischer Schriftsteller
- 1689: Johann Christian Feige, deutscher Bildhauer und Bildschnitzer
- 1690: Christian Müller, deutsch-niederländischer Orgelbauer
- 1694: Georg Gottlob Richter, deutscher Mediziner
- 1696: Marco Foscarini, 117. Doge von Venedig
- 1698: Heinrich August de la Motte Fouqué, preußischer General
- 1699: Friedrich Wilhelm von Brühl, kursächsischer und polnischer Geheimer Rat, Landeshauptmann von Thüringen

### 18. Jahrhundert
- 1714: Wilhelm II. Roßhirt, Abt des Zisterzienserklosters in Ebrach
- 1725: Dru Drury, britischer Entomologe
- 1738: Joachim Wilhelm von Brawe, deutscher Dramatiker
- 1740: Adam-Philippe de Custine, französischer General

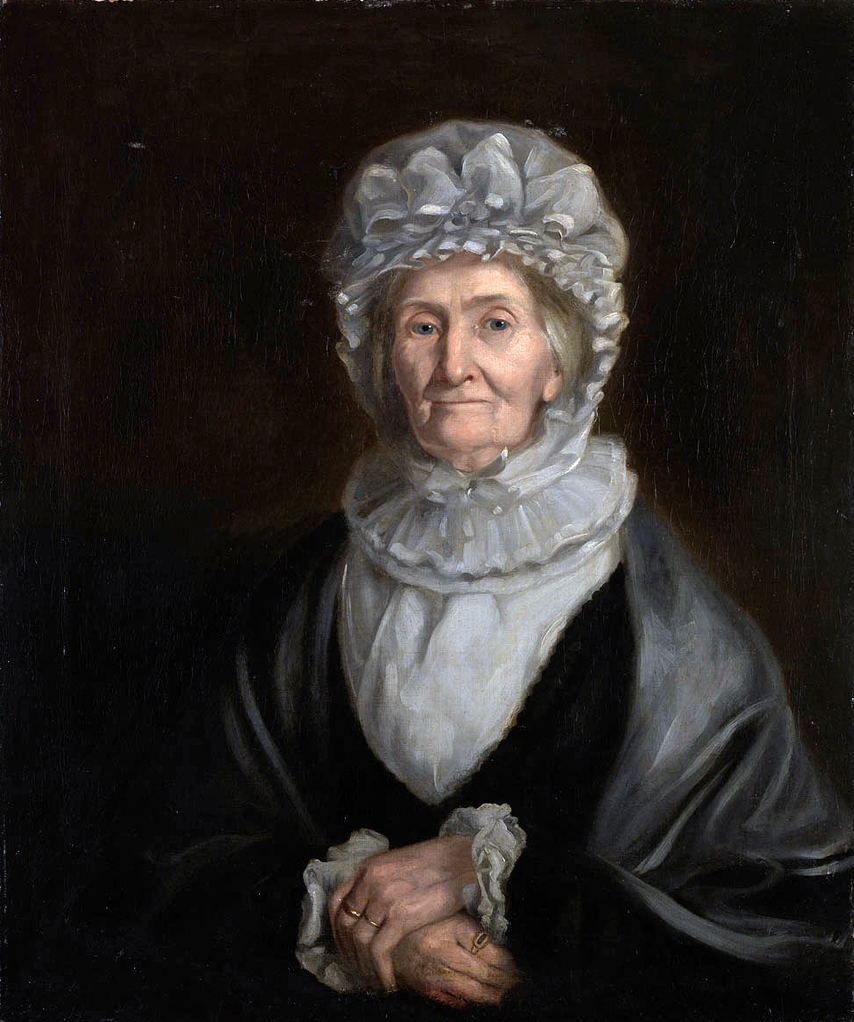
Elizabeth Cook (* 1741)

- 1741: Elizabeth Batts, englische Wirtstochter, Ehefrau von James Cook
- 1746: Tadeusz Kościuszko, polnischer Adeliger, General und Nationalheld
- 1748: Matthias Gottfried Eichler, deutscher Zeichner und Kupferstecher
- 1750: Johanna Gabriele von Österreich, Erzherzogin von Österreich und Prinzessin von Böhmen, Ungarn und der Toskana
- 1758: Iwan Prokofjewitsch Prokofjew, russischer Bildhauer und Hochschullehrer
- 1761: Georg I., Herzog von Sachsen-Meiningen
- 1761: Blasius Merrem, deutscher Professor für Zoologie und Ornithologie
- 1768: Johann Joachim Petz, deutscher Mediziner
- 1773: Ludwig von Wolzogen, preußischer General der Infanterie
- 1774: Frederick Traugott Pursh, deutsch-kanadischer Botaniker und Gärtner
- 1776: Gottfried Reinhold Treviranus, deutscher Arzt und Naturforscher
- 1781: Wilhelm von Windheim, preußischer Generalmajor
- 1782: Carl Heinrich Aster, deutscher Militärschriftsteller
- 1790: John Bachman, US-amerikanischer Naturgelehrter und Priester
- 1792: Johann Christoph Kröger, deutscher Pädagoge und Theologe
- 1799: Almeida Garrett, portugiesischer Romanschriftsteller, Dichter, Dramaturg und Politiker

### 19. Jahrhundert

#### 1801–1850

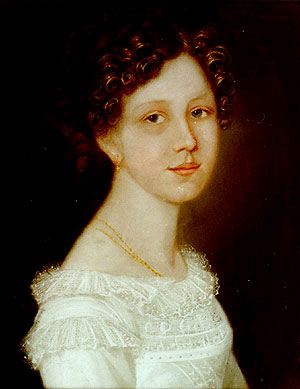
Ulrike von Levetzow (* 1804)

- 1804: Ulrike von Levetzow, letzte Liebe des Johann Wolfgang von Goethe
- 1805: William Harrison Ainsworth, britischer Schriftsteller historischer Romane
- 1807: Giacomo Durando, italienischer General und Staatsmann
- 1808: Josef Kajetán Tyl, tschechischer Theaterdramatiker

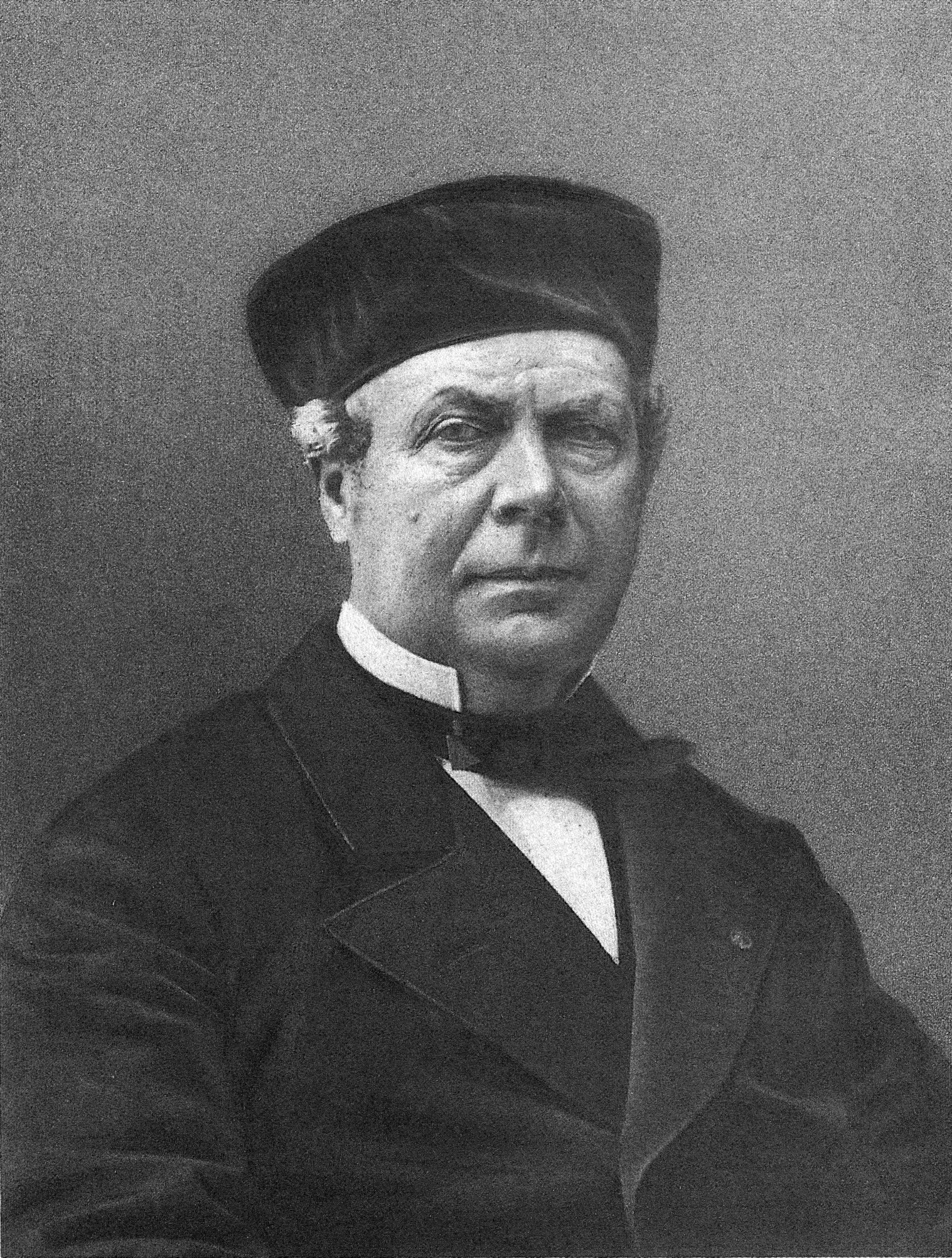
Aristide Cavaillé-Coll (* 1811)

- 1811: Aristide Cavaillé-Coll, französischer Orgelbauer
- 1812: Nicolaus Zink, deutsch-US-amerikanischer Zivilingenieur und Farmer

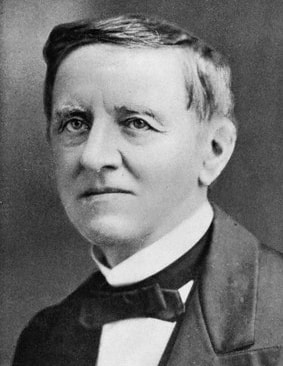
Samuel J. Tilden (* 1814)

- 1814: Samuel J. Tilden, US-amerikanischer Politiker, Gouverneur von New York, Präsidentschaftskandidat
- 1815: Josip Juraj Strossmayer, kroatischer Politiker und katholischer Theologe
- 1818: Rudolf Baier, deutscher Museumsgründer und -direktor
- 1818: Theodor Wilhelm Danzel, deutscher Literaturhistoriker

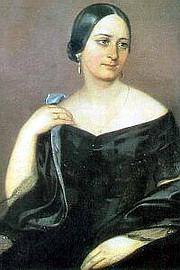
Božena Němcová (* 1820)

- 1820: Božena Němcová, tschechische Schriftstellerin
- 1821: Frederick Goddard Tuckerman, US-amerikanischer Dichter
- 1826: Halbert E. Paine, US-amerikanischer Politiker und General
- 1829: Paul d’Ivry, französischer Komponist
- 1831: Oliver Ames, US-amerikanischer Politiker
- 1836: Paul Barbe, französischer Politiker und Industrieller
- 1836: Ferdinand Janner, deutscher römisch-katholischer Theologe und Pädagoge
- 1838: Tomaso Benvenuti, italienischer Komponist
- 1842: Georg Brandes, dänischer Schriftsteller
- 1842: Hugo Schuchardt, deutscher Romanist
- 1844: Andreas Amrhein, Schweizer Benediktinermönch
- 1847: Remus von Woyrsch, deutscher Generalfeldmarschall
- 1848: Jean Aicard, französischer Dichter, Romancier und Dramatiker
- 1848: Hermann von Hatzfeldt, preußischer Politiker und Beamter
- 1850: Karl Frohme, deutscher Politiker, MdR

#### 1851–1900
- 1853: Anna Plothow, deutsche Frauenrechtlerin, Gründerin von Kinderhorten, Schriftstellerin
- 1855: Joseph Auer, deutscher Komponist
- 1858: Carl Seitz, deutscher Mediziner
- 1859: Justus Strandes, deutscher Kaufmann und Politiker
- 1860: Jackson Whipps Showalter, US-amerikanischer Schachspieler
- 1861: Franz Winter, deutscher Archäologe
- 1863: Hippolyte Lefèbvre, französischer Bildhauer
- 1865: Abe Isoo, japanischer Parlamentarier, Intellektueller und Pazifist

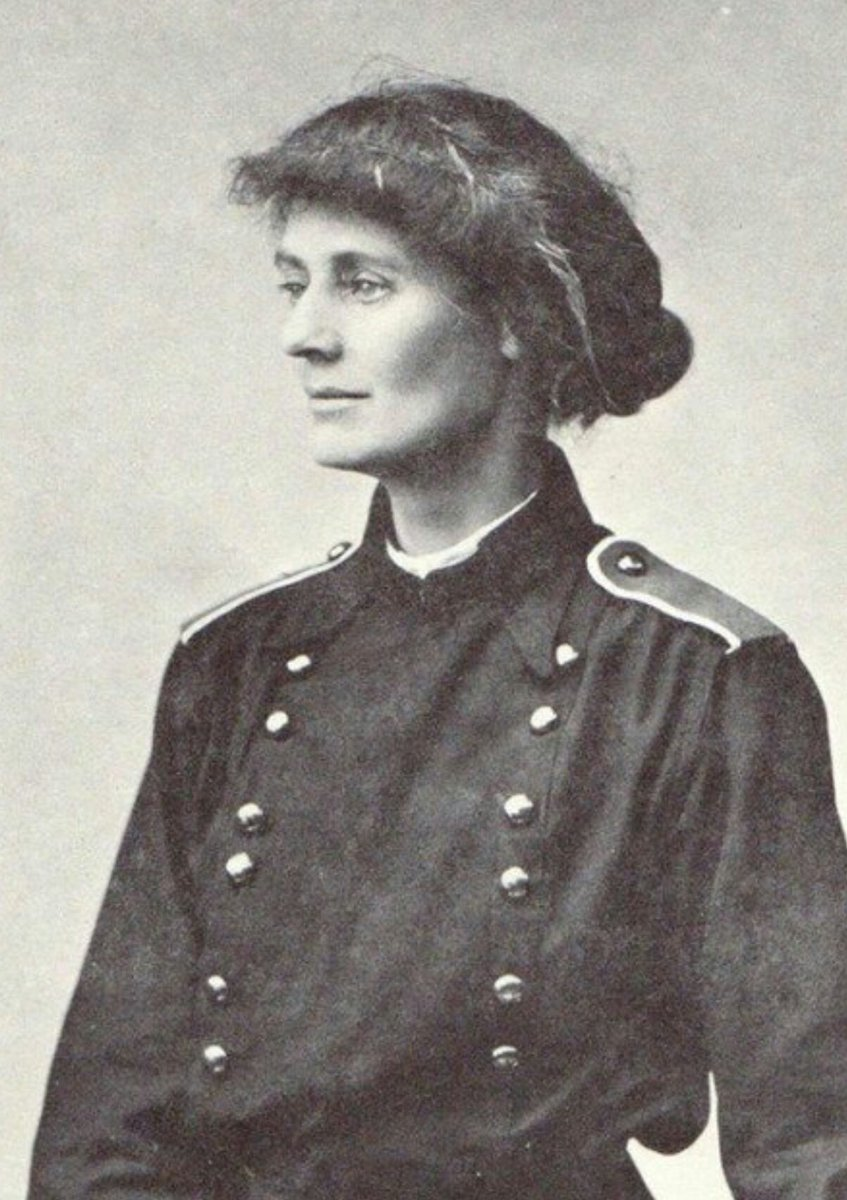
Constance Markiewicz (* 1868)

- 1868: Constance Markiewicz, irische Freiheitskämpferin, Ministerin
- 1869: William Dudley Haywood, US-amerikanischer Gewerkschafter

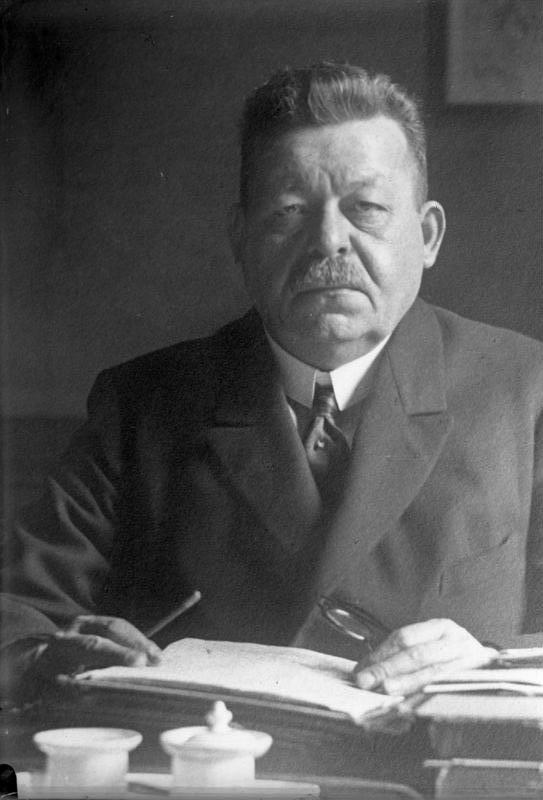
Friedrich Ebert (* 1871)

- 1871: Friedrich Ebert, deutscher Politiker, MdR, Reichskanzler, Reichspräsident
- 1871ː Klara Fricke, deutsche Aktivistin in der Jugendfürsorge
- 1871: Heinrich Schnee, deutscher Jurist, Kolonialbeamter und Politiker, MdR, Mitglied der Lytton-Kommission des Völkerbundes
- 1872: James Chapman, englischer Afrikaforscher
- 1874: Johannes Gronowski, deutscher Politiker, MdL
- 1874: Eduard Kohlrausch, deutscher Rechtswissenschaftler
- 1875: Ludwig Prandtl, deutscher Physiker
- 1876: Raymond Pech, französischer Komponist
- 1879: Jacques Copeau, französischer Dramatiker, Schauspieler und Theaterleiter
- 1880: Louis Halphen, französischer Historiker
- 1880: Paul Lotsij, niederländischer Ruderer
- 1881: Fernand Léger, französischer Maler, Grafiker, Keramiker
- 1881: Kliment Woroschilow, russischer bzw. sowjetischer Parteifunktionär und Politiker, Verteidigungsminister, Marschall der Sowjetunion, Staatsoberhaupt
- 1882: Erich Aschenheim, deutscher Medizinalrat und Hochschullehrer
- 1882: Raúl Borges, kolumbianischer Komponist, Gitarrist und Musikpädagoge

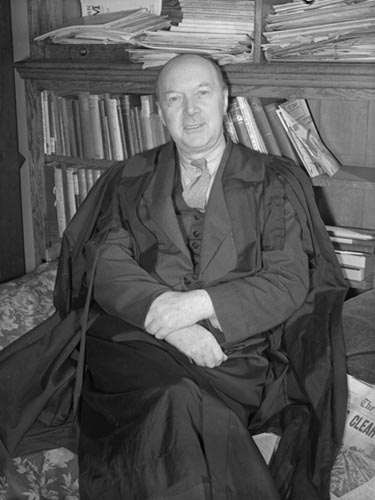
E. J. Pratt (* 1882)

- 1882: E. J. Pratt, kanadischer Schriftsteller, Hochschullehrer und Kritiker
- 1883: Mary Achenbach, britisch-deutsche Malerin
- 1883: George Kennedy Allen Bell, britischer Geistlicher, Bischof von Chichester
- 1883ː Minna Köhler-Roeber, deutsche impressionistische Malerin
- 1883: Etha Richter, deutsche Bildhauerin
- 1885: Franz Engeln, deutscher Politiker, MdL

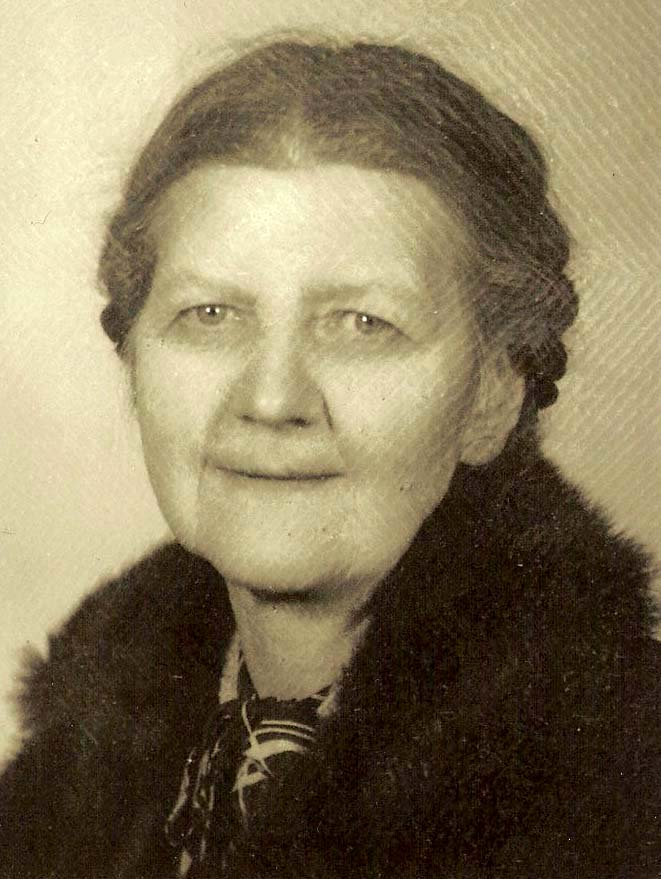
Elsa Faber von Bockelmann (* 1890)

- 1885: Franz M. Jansen, deutscher Maler
- 1887: Erna von Abendroth, deutsche Krankenschwester
- 1887: Stasys Šimkus, litauischer Komponist
- 1888: Paul Althaus, deutscher protestantischer Theologe
- 1889: Richard Boleslawski, polnisch-US-amerikanischer Regisseur
- 1890: Elsa Faber von Bockelmann, deutsche Schriftstellerin
- 1890: Horațiu Dimitriu, rumänischer Maler
- 1891: Christian Kuhlemann, deutscher Ingenieur, Unternehmer und Politiker, MdB
- 1891: Johannes Pinsk, deutscher katholischer Theologe
- 1892: Ugo Betti, italienischer Dramatiker
- 1892: Yrjö Kilpinen, finnischer Komponist
- 1892: Andreu Nin, spanischer Revolutionär aus Katalonien
- 1893: Fritz Apelt, deutscher Parteifunktionär, Widerstandskämpfer und Politiker
- 1893: Raymond Dart, australischer Anatom und Paläoanthropologe
- 1893: Bernard Rogers, US-amerikanischer Komponist
- 1894: Friedrich Karl Florian, deutscher Politiker, Gauleiter von Düsseldorf, MdR
- 1894: Nunzio Malasomma, italienischer Regisseur
- 1894: Hans Wittwer, Schweizer Architekt
- 1895: Karl Diedrichsen, deutscher Politiker, MdB
- 1895: Hanns Albin Rauter, österreichischer General der SS, Waffen-SS und der Polizei, Kriegsverbrecher
- 1896: Margarete Balk, deutsche Politikerin, MdL
- 1896: Friedrich Glauser, Schweizer Krimi-Schriftsteller
- 1896: Friedrich Hund, deutscher Physiker

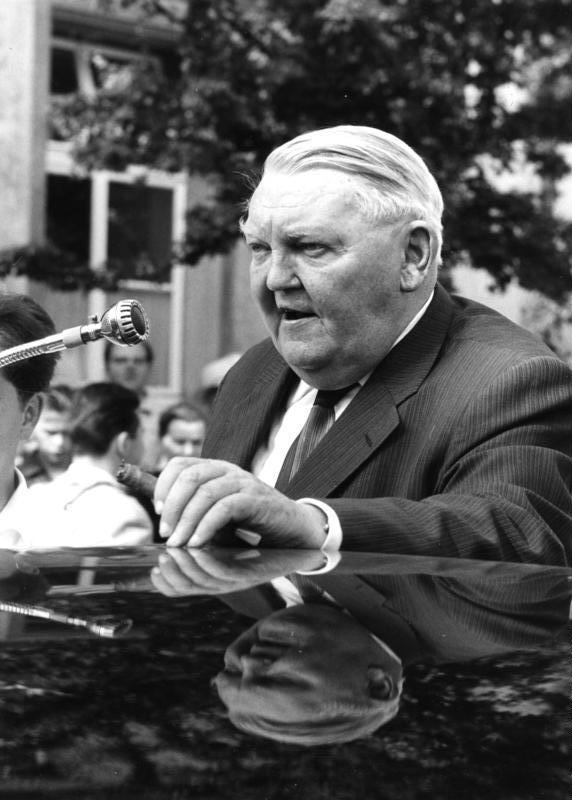
Ludwig Erhard (* 1897)

- 1897: Ludwig Erhard, deutscher Politiker, MdB, Bundesminister, Bundeskanzler
- 1897: Katharina Heinroth, deutsche Zoologin und Direktorin des Berliner Zoos
- 1897: Jesus V., Kaiser von Äthiopien
- 1897: Rudolf Stundl, österreichischer Musterentwerfer und Tapisserist
- 1897: John Tjaarda, US-amerikanischer Fahrzeugdesigner
- 1898: Magdalena Aebi, Schweizer Philosophin
- 1898: Josef Blum, österreichischer Fußballspieler und -trainer
- 1899: Wiktor Bolchowitinow, sowjetischer Flugzeugkonstrukteur
- 1899: Elfriede Jaeger, deutsche Politikerin, MdB
- 1900: Rita Kurzmann-Leuchter, österreichische Pianistin und Musikpädagogin
- 1900: Jacques Prévert, französischer Autor, Dichter und Chansonnier

### 20. Jahrhundert

#### 1901–1925
- 1901: Katharina Winter, deutsche Unternehmerin und Unterstützerin der Widerstandskämpfer des 20. Juli 1944
- 1902: Manuel Álvarez Bravo, mexikanischer Fotograf
- 1902: Charles Lindbergh, US-amerikanischer Pilot
- 1902: Willi Rose, deutscher Bühnen- und Filmschauspieler
- 1902: Hartley Shawcross, britischer Politiker, Abgeordneter, Justizminister, Chefankläger bei den Nürnberger Prozessen
- 1902: Jean-Baptiste van Silfhout, niederländischer Ruderer, Schwimmer und Wasserballspieler
- 1904: MacKinlay Kantor, US-amerikanischer Schriftsteller
- 1904: Josef Klein, deutscher Motorradrennfahrer
- 1904: Teo Otto, deutscher Bühnenbildner
- 1904: Deng Yingchao, Ehefrau von Zhou Enlai
- 1905: Irma Brandes, deutsche Journalistin und Schriftstellerin

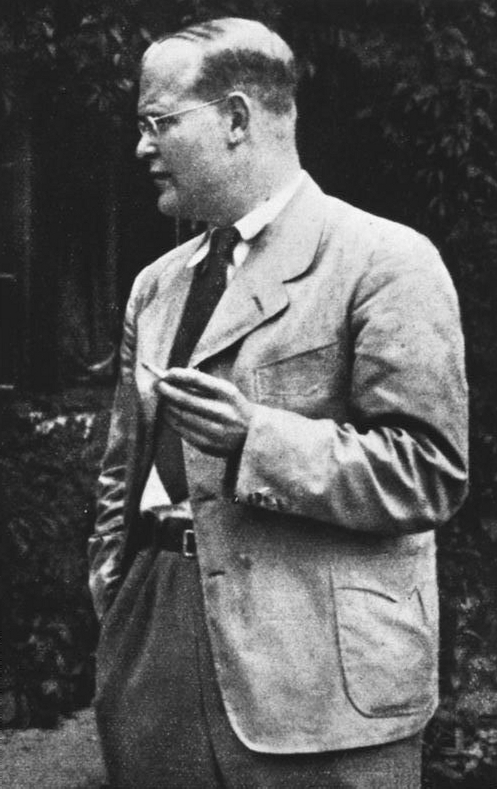
Dietrich Bonhoeffer (* 1906)

- 1906: Dietrich Bonhoeffer, deutscher evangelisch-lutherischer Theologe der Bekennenden Kirche, Widerstandskämpfer und Opfer des Nationalsozialismus
- 1906: Sabine Bonhoeffer, Zwillingsschwester von Dietrich Bonhoeffer
- 1906: Urbain-Marie Person, äthiopischer Bischof
- 1906: Clyde Tombaugh, US-amerikanischer Astronom
- 1907ː Paula Maria Canthal, deutsche Architektin und Künstlerin
- 1907: Otto Ohlendorf, deutscher General der SS und Polizei, Befehlshaber der Einsatzgruppe D, Amtschef im Reichssicherheitshauptamt, Kriegsverbrecher
- 1907: Gerda Paumgarten, österreichische Skirennläuferin
- 1907: Walter Seuffert, deutscher Rechtsanwalt, Politiker, MdB, MdEP, Vizepräsident des Bundesverfassungsgerichts
- 1908: Willem Karel Hendrik Karstens, niederländischer Botaniker
- 1909: Karl Schönböck, österreichischer Schauspieler
- 1910: František Rauch, tschechischer Pianist und Musikpädagoge
- 1910: Michail Sidorkin, sowjetischer Schauspieler und Theaterregisseur
- 1912: Jaroslav Netušil, tschechoslowakischer Autorennfahrer
- 1912: Louis-Albert Vachon, kanadischer Theologe, Erzbischof von Quebec, Kardinal
- 1913: Gerhard Mendelson, deutscher Musikproduzent in Wien
- 1913: Ady Berber, österreichischer Schauspieler

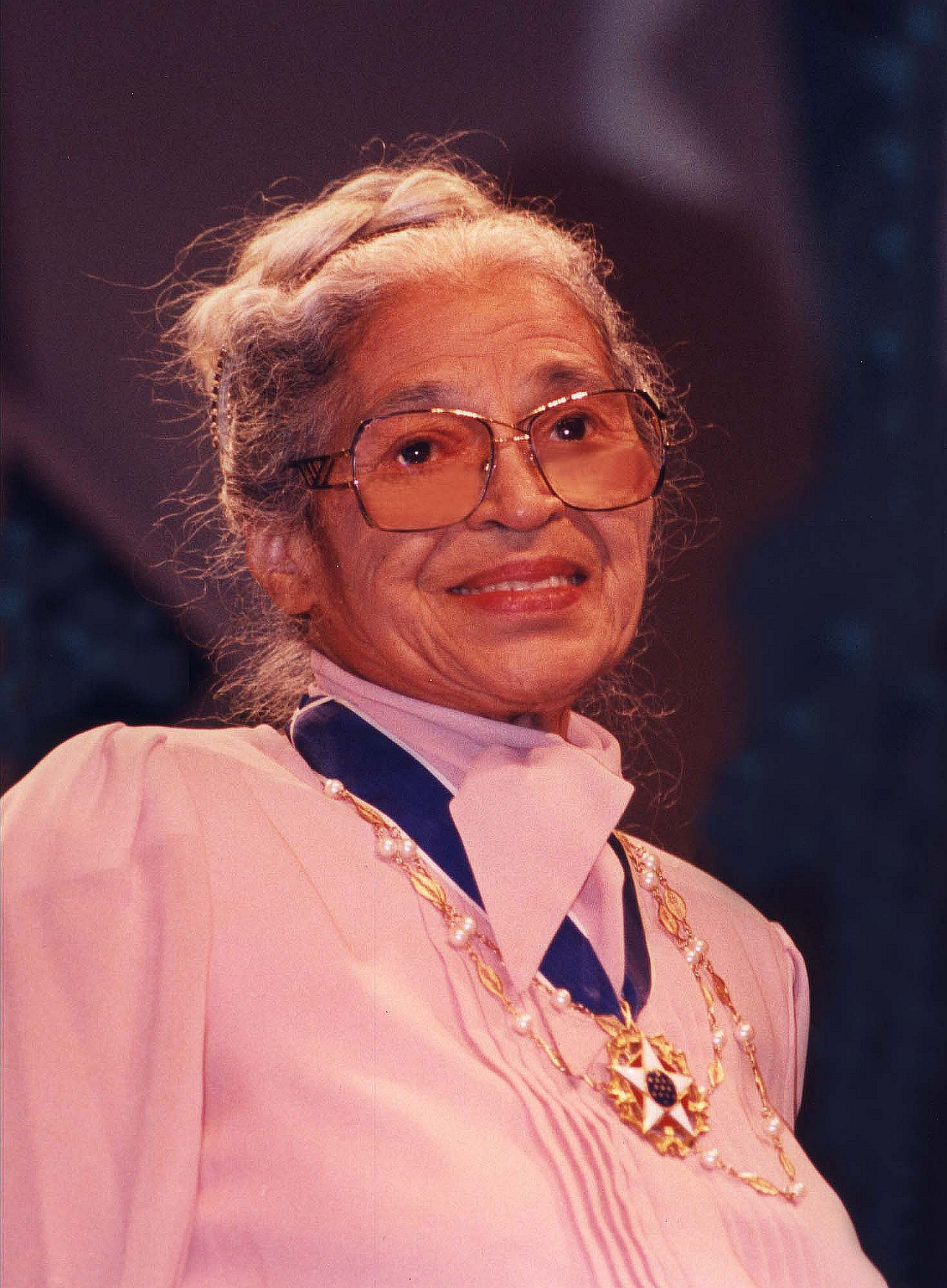
Rosa Parks (* 1913)

- 1913: Rosa Parks, US-amerikanische Bürgerrechtlerin
- 1913: Richard Seaman, britischer Rennfahrer
- 1914: Alfred Andersch, deutscher Schriftsteller und Rundfunkredakteur
- 1914: Klas Anshelm, schwedischer Architekt und Künstler
- 1915: Joseph Greger, deutscher Automobilrennfahrer
- 1915: Walter Reder, österreichischer SS-Sturmbannführer und Kriegsverbrecher
- 1917: Franz Josef Bach, deutscher Ingenieur, Diplomat, Lobbyist und Politiker, MdB
- 1917: Franciszka Mann, polnische Tänzerin, Opfer der Shoah
- 1918: Rhené Jaque, kanadische Komponistin
- 1918: Louis Lucien Lepoix, französischer Industrie- und Fahrzeugdesigner

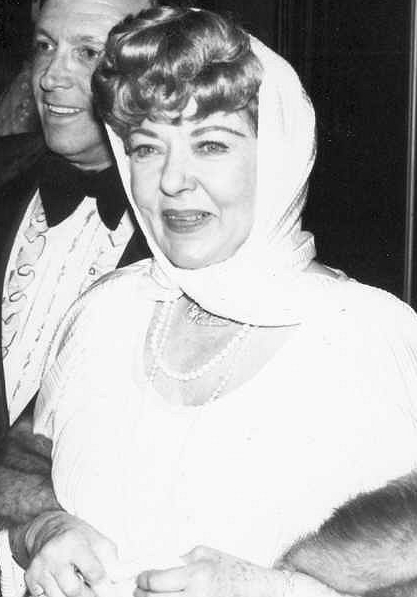
Ida Lupino (* 1918)

- 1918: Ida Lupino, britische Schauspielerin
- 1919: Krystyna Berwińska, polnische Schriftstellerin
- 1919: Peter Butterworth, britischer Schauspieler und Komiker
- 1919: Widukind Lenz, deutscher Humangenetiker
- 1921: Lore Diehr, deutsche Widerstandskämpferin gegen den Nationalsozialismus

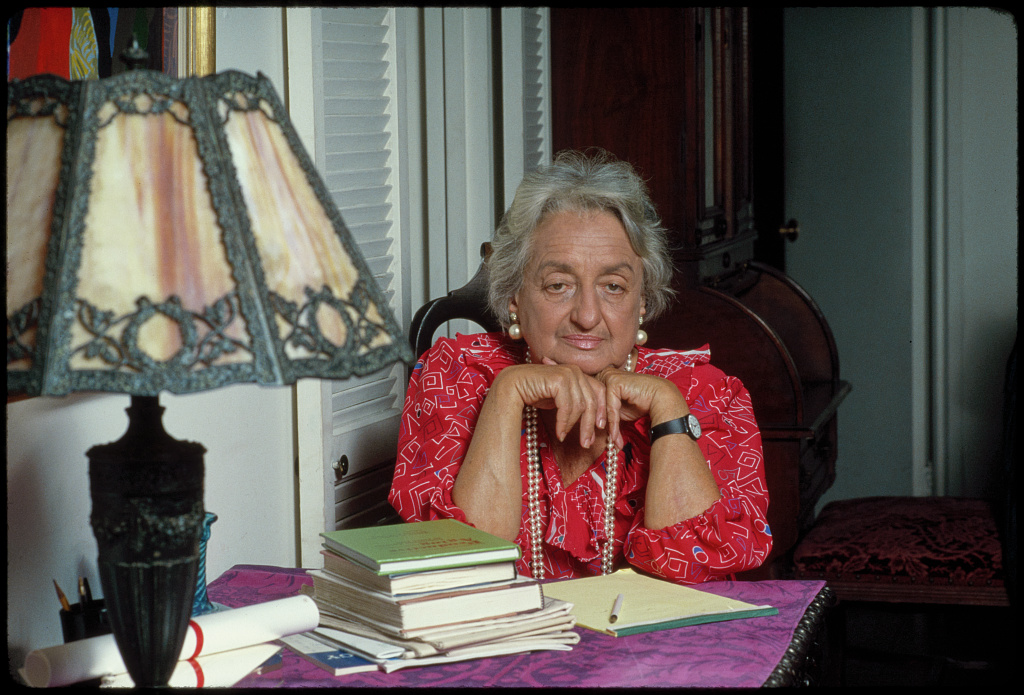
Betty Friedan (* 1921)

- 1921: Betty Friedan, US-amerikanische Feministin und Publizistin
- 1921: Lotfi Zadeh, US-amerikanischer Informatiker, Vater der Fuzzylogik
- 1922: Jochen Allihn, deutscher Dirigent und Komponist
- 1922: Bhimsen Joshi, indischer Sänger
- 1923: Raymond Arnette, französischer Spion
- 1923: Belisario Betancur, kolumbianischer Politiker, Präsident
- 1923: Kurt Brumme, deutscher Sportmoderator
- 1924: Karl Adam, deutscher Fußballspieler
- 1925: Arne Per Åhman, schwedischer Leichtathlet
- 1925: Ulla Dydo, Autorin, Redakteurin und eine renommierte Gertrude-Stein-Expertin

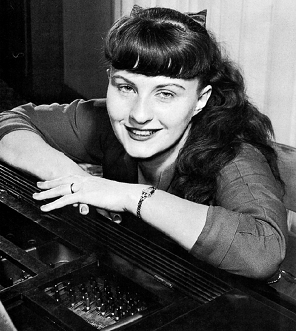
Jutta Hipp (* 1925)

- 1925: Jutta Hipp, deutsche Jazzpianistin und Malerin
- 1925: Russell Hoban, US-amerikanischer Schriftsteller
- 1925ː Ginette Kolinka, französische Überlebende und Zeitzeugin des Holocaust
- 1925: Óscar Zolezzi, argentinischer Ruderer

#### 1926–1950
- 1926: Gyula Grosics, ungarischer Fußballspieler
- 1927: Henri d’Attilio, französischer Politiker
- 1927: Arthur Cohn, Schweizer Filmproduzent
- 1927: Horst Ehmke, deutscher Staatsrechtslehrer, Politiker, MdB, Bundesminister
- 1927: Rolf Landauer, deutsch-US-amerikanischer Physiker und Informationswissenschaftler
- 1928: Gian Luigi Polidoro, italienischer Filmregisseur
- 1928: Kim Yŏng-nam, nordkoreanischer Politiker, Vorsitzender der Obersten Volksversammlung
- 1929: Jerry Adler, US-amerikanischer Theater-Direktor, Theaterregisseur, Fernseh- und Filmschauspieler
- 1929: Friedhelm Busse, deutscher Neonazi
- 1929: Dorothy Howard, kanadische Sängerin und Musikpädagogin
- 1929: Neil Johnston, US-amerikanischer Basketballspieler
- 1929: Günther Kretzschmar, deutscher Komponist
- 1929: Josef Starkl, österreichischer Gärtner und Unternehmer

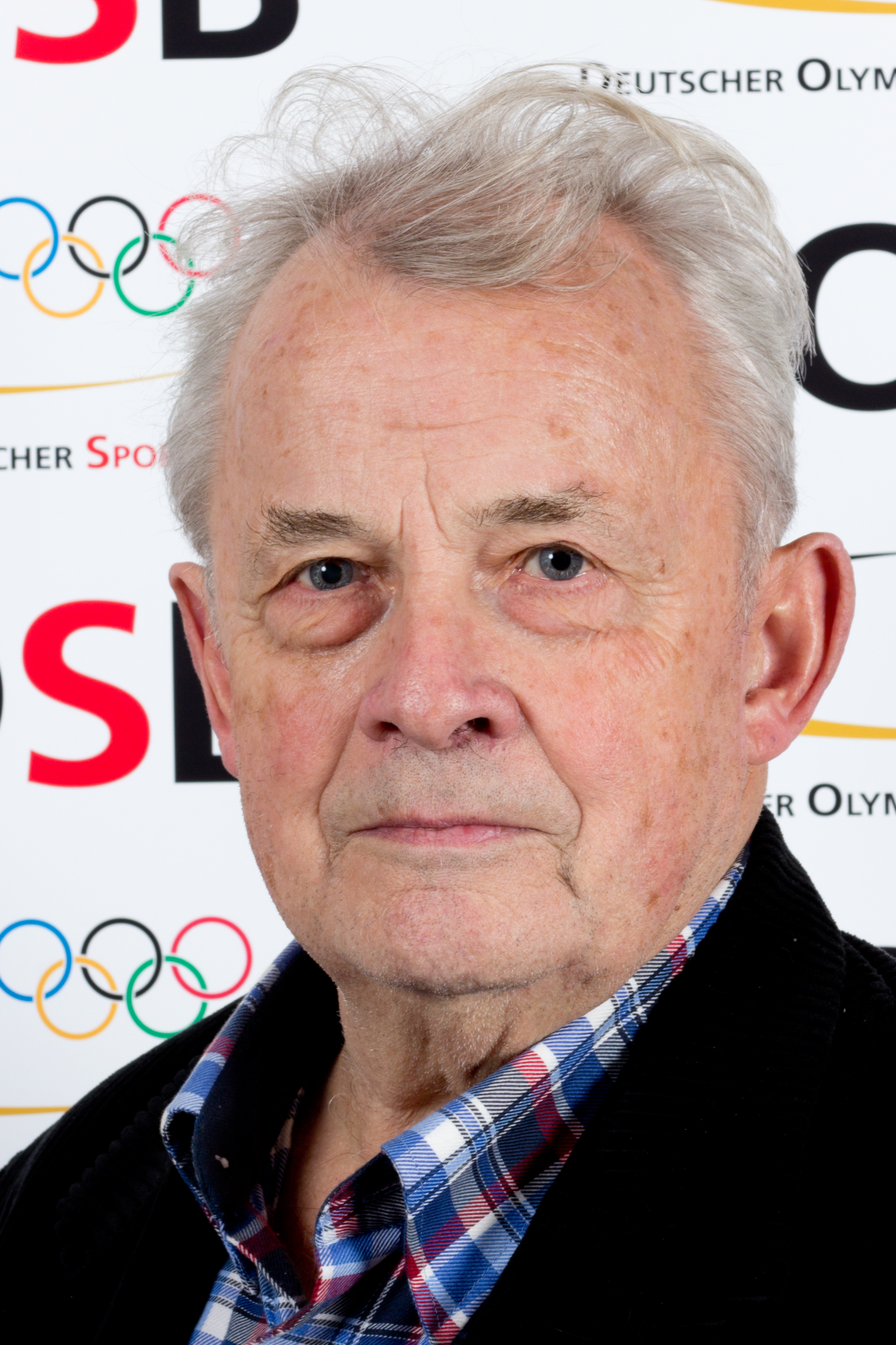
Walther Tröger (* 1929)

- 1929: Walther Tröger, deutscher Jurist und Sportfunktionär
- 1929: Eduard Zimmermann, deutscher Journalist und Fernsehmoderator

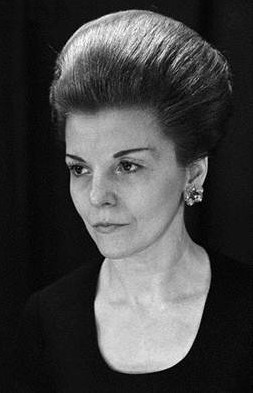
Isabel Martínez de Perón (* 1931)

- 1931: Isabel Martínez de Perón, Präsidentin von Argentinien
- 1932: Robert Coover, US-amerikanischer Schriftsteller und Hochschullehrer
- 1932: Gerhard Friedrich Hund, deutscher Schachspieler, Mathematiker und Informatiker
- 1932: Jaroslav Tetiva, tschechoslowakischer Basketballspieler
- 1932: Helmut Zatopek, deutscher Fußballspieler
- 1933: Mary Frank, US-amerikanische Malerin und Bildhauerin
- 1933: Toshi Ichiyanagi, japanischer Komponist
- 1933: Hans Schumi, österreichischer Politiker
- 1934: Felipe Aguirre Franco, mexikanischer Bischof und Erzbischof von Acapulco
- 1934: Bruce Malmuth, US-amerikanischer Regisseur
- 1935: Rex Aubrey, australischer Schwimmer
- 1935: Gottfried Heller, deutscher Fondsmanager und Autor
- 1935: Carin Kreuzberg, deutsche Bildhauerin
- 1935: Konrad Porzner, deutscher Politiker, MdB, Präsident des Bundesnachrichtendienstes
- 1935: Barbara Konopka, polnische Turnerin
- 1936 Claude Nobs, Schweizer Kulturmanager

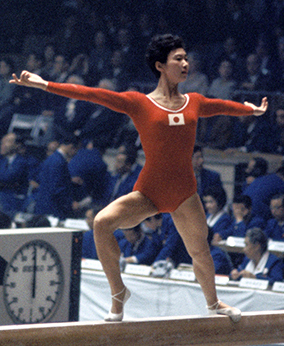
Kiyoko Ono (* 1936)

- 1936: Kiyoko Ono, japanische Turnerin und Politikerin
- 1937: Giampaolo Calanchini, italienischer Säbelfechter
- 1938: Ralph Bellamy, australischer Ingenieur und Rennwagen-Konstrukteur
- 1938: Anthony Chiminello, Bischof von Keetmanshoop
- 1938: Birju Maharaj, indischer Sänger, Choreograph, Komponist, Sänger, Musiker und Lyriker
- 1938: Erika Stürmer-Alex, deutsche Malerin und Grafikerin
- 1940: Martin Jones, englischer Pianist

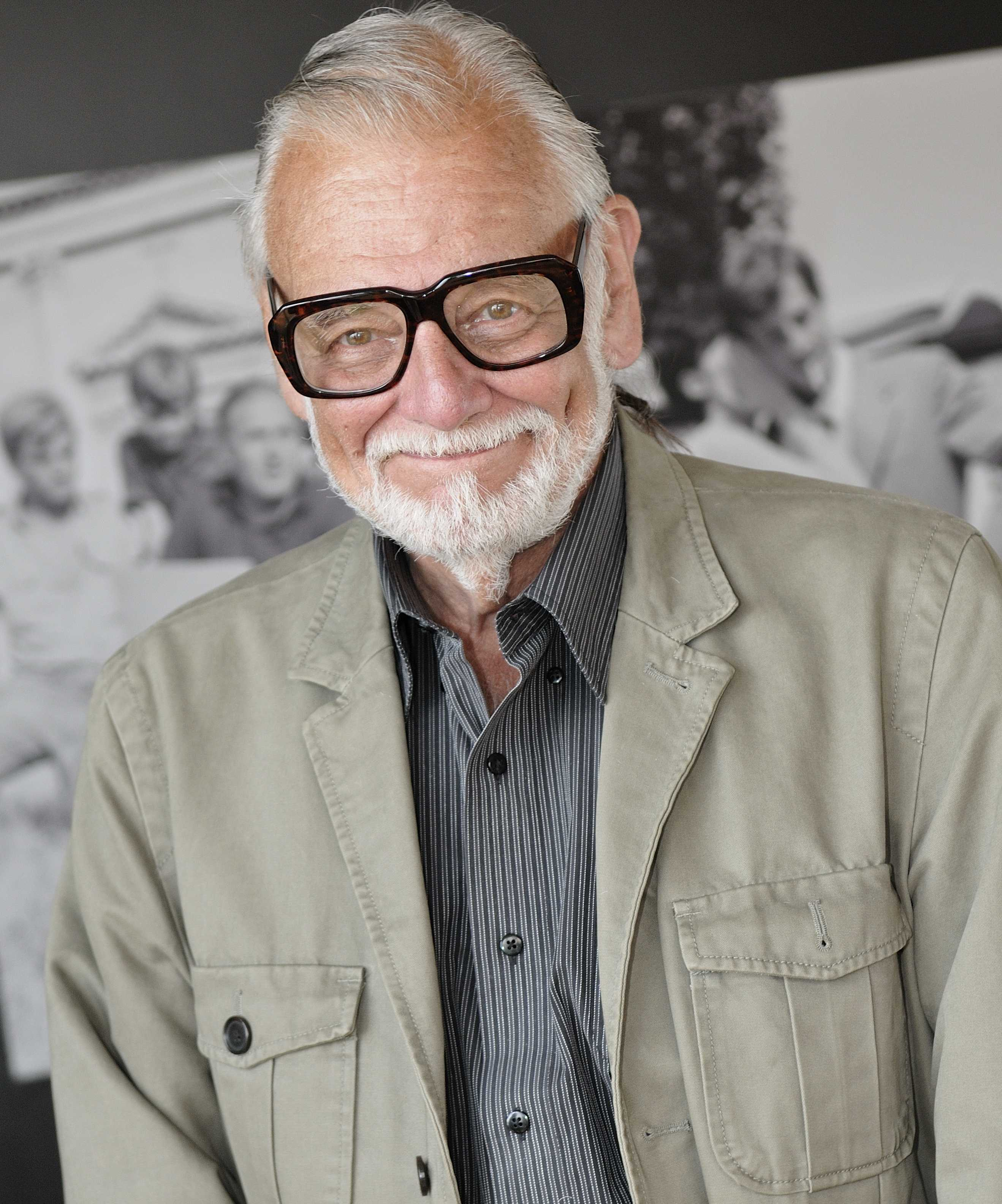
George A. Romero (* 1940)

- 1940: George A. Romero, US-amerikanischer Regisseur, Produzent
- 1941: Wolfgang Buresch, deutscher Autor, Puppenspieler, Regisseur
- 1941: Peter Lötscher, Schweizer Degenfechter
- 1941: Edina Pop, deutsch-ungarische Schlagersängerin
- 1941: Peter Raue, deutscher Rechtsanwalt, Notar, Kunstliebhaber und -förderer
- 1941: Hubert Straßl, österreichischer Schriftsteller
- 1942: Gerhard Höpp, deutscher Orientalist und Islamwissenschaftler
- 1942: Peter Kuhn, deutscher Brigadegeneral
- 1942: Frank Zander, deutscher Schlager- und Deutschpop-Musiker, Moderator und Schauspieler
- 1943: Tamara Asseyev, US-amerikanische Filmproduzentin und Autorin
- 1943: Swetlana Babanina, sowjetisch-russische Schwimmerin
- 1943: Uwe Blaurock, deutscher Rechtswissenschaftler
- 1943: Franz-Josef Kniola, deutscher Steinmetz und Steinbildhauer, Politiker, MdL, Landesminister
- 1943: Otto Lohmüller, deutscher Maler
- 1943: Cheryl Miller, US-amerikanische Schauspielerin
- 1943: Ken Thompson, US-amerikanischer Informatiker
- 1944: Karen Davis, US-amerikanische Tierrechtsaktivistin, Dozentin und Autorin

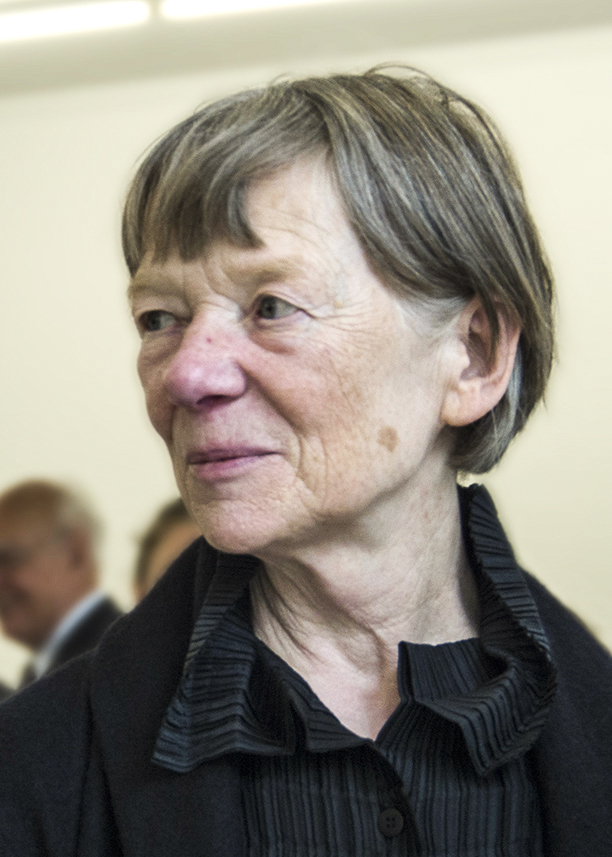
Candida Höfer (* 1944)

- 1944: Candida Höfer, deutsche Fotografin
- 1945: John P. Jumper, Pilot, General, Stabschef der US-Luftwaffe
- 1945: Franziska Gminder, deutsche Politikerin
- 1945: Patrick le Quément, französischer Automobildesigner
- 1945: Julio Racine, haitianischer Komponist und Flötist
- 1945: Wolfgang Siemens, deutscher Maler
- 1946: Sieglinde Ammann, Schweizer Weitspringerin, Diskuswerferin und Fünfkämpferin
- 1946: Dana Wilson, US-amerikanischer Komponist und Musikpädagoge
- 1947: Dan Quayle, US-amerikanischer Politiker, Vizepräsident
- 1948: Alice Cooper, US-amerikanischer Rockmusiker
- 1948: Martin Hohmann, deutscher Politiker und MdB, Auslöser der Hohmann Affäre
- 1948: Christine Petit, französische Medizinerin, Genetikerin und Molekularbiologin
- 1948: Leane Suniar, indonesische Bogenschützin
- 1948: Ram Baran Yadav, erster Präsident von Nepal
- 1949: Edward Acton, britischer Historiker und Hochschullehrer
- 1949: Michael Beck, US-amerikanischer Schauspieler
- 1949: Linda B. Hayden, US-amerikanische Mathematikerin
- 1949: Helmut Heiderich, deutscher Politiker und MdB
- 1950: Leo Dautzenberg, deutscher Unternehmensberater, Lobbyist, Politiker und MdB
- 1950: Freya Klier, deutsche Schriftstellerin und Regisseurin, Bürgerrechtlerin in der DDR

#### 1951–1975
- 1951: Ernst Dieter Rossmann, deutscher Politiker, MdL, MdB
- 1951: Sándor Szabó, ungarischer Schwimmer

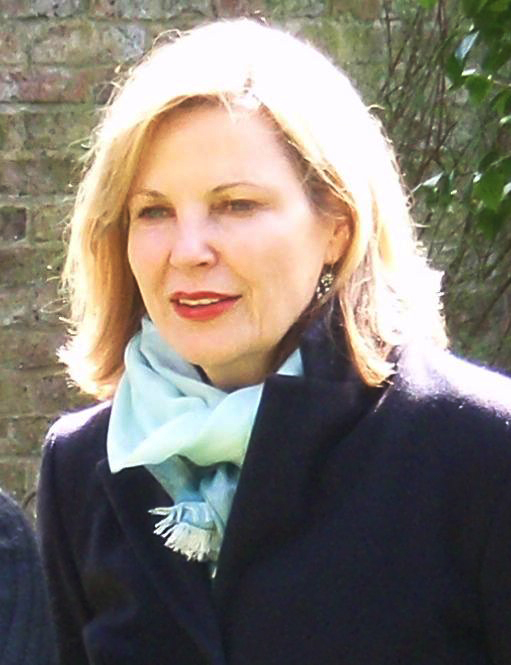
Lisa Eichhorn (* 1952)

- 1952: Lisa Eichhorn, US-amerikanische Schauspielerin
- 1952: Kudsi Ergüner, türkischer Nay-Spieler und Komponist
- 1952: Arkadiusz Godel, polnischer Florettfechter
- 1952: Kurt Klühspies, deutscher Handballspieler
- 1952: Dominique Lacaud, französischer Automobilrennfahrer
- 1953: Kitarō, japanischer Musiker
- 1953: Ulrike Längle, österreichische Literaturwissenschaftlerin und Schriftstellerin
- 1953: Reiner Priggen, deutscher Maschinenbauingenieur und Politiker
- 1953: Klaus Sommerfeld, deutscher Autor, Regisseur, Maler und Schauspieler
- 1954: Tim Caldwell, US-amerikanischer Skilangläufer
- 1955: Walter Barfuß, deutscher Bobfahrer
- 1955: Mikuláš Dzurinda, slowakischer Politiker
- 1955: Maria Carme Junyent i Figueras, spanische Linguistin
- 1955: Peter Longerich, deutscher Historiker
- 1956: Dylan Fowler, walisischer Gitarrist, Komponist und Arrangeur
- 1956: Eckhard Friauf, deutscher Biologe
- 1957: Don Davis, US-amerikanischer Komponist
- 1957: Ernst Müller-Möhl, Schweizer Bankier und Investor
- 1958: Tomasz Pacyński, polnischer Science-Fiction-Schriftsteller
- 1958: Werner Schwab, österreichischer Schriftsteller
- 1959: Prisca Birrer-Heimo, Schweizer Politikerin
- 1959: Lucius Hre Kung, myanmarischer Geistlicher
- 1959: Darryl Johansen, australischer Schachgroßmeister
- 1959: Cornelia Pieper, deutsche Sprachmittlerin und Politikerin, MdL, MdB
- 1959: Lawrence Taylor, US-amerikanischer American-Football-Spieler
- 1960: Maren Gilzer, deutsche Schauspielerin und Fotomodell
- 1960: Jenette Goldstein, US-amerikanische Schauspielerin
- 1961: Stewart O’Nan, US-amerikanischer Schriftsteller
- 1961: Olena Puchajewa, sowjetisch-ukrainische Ruderin, Weltmeisterin
- 1962: Clint Black, US-amerikanischer Country-Sänger
- 1962: Žiga Turk, slowenischer Politiker

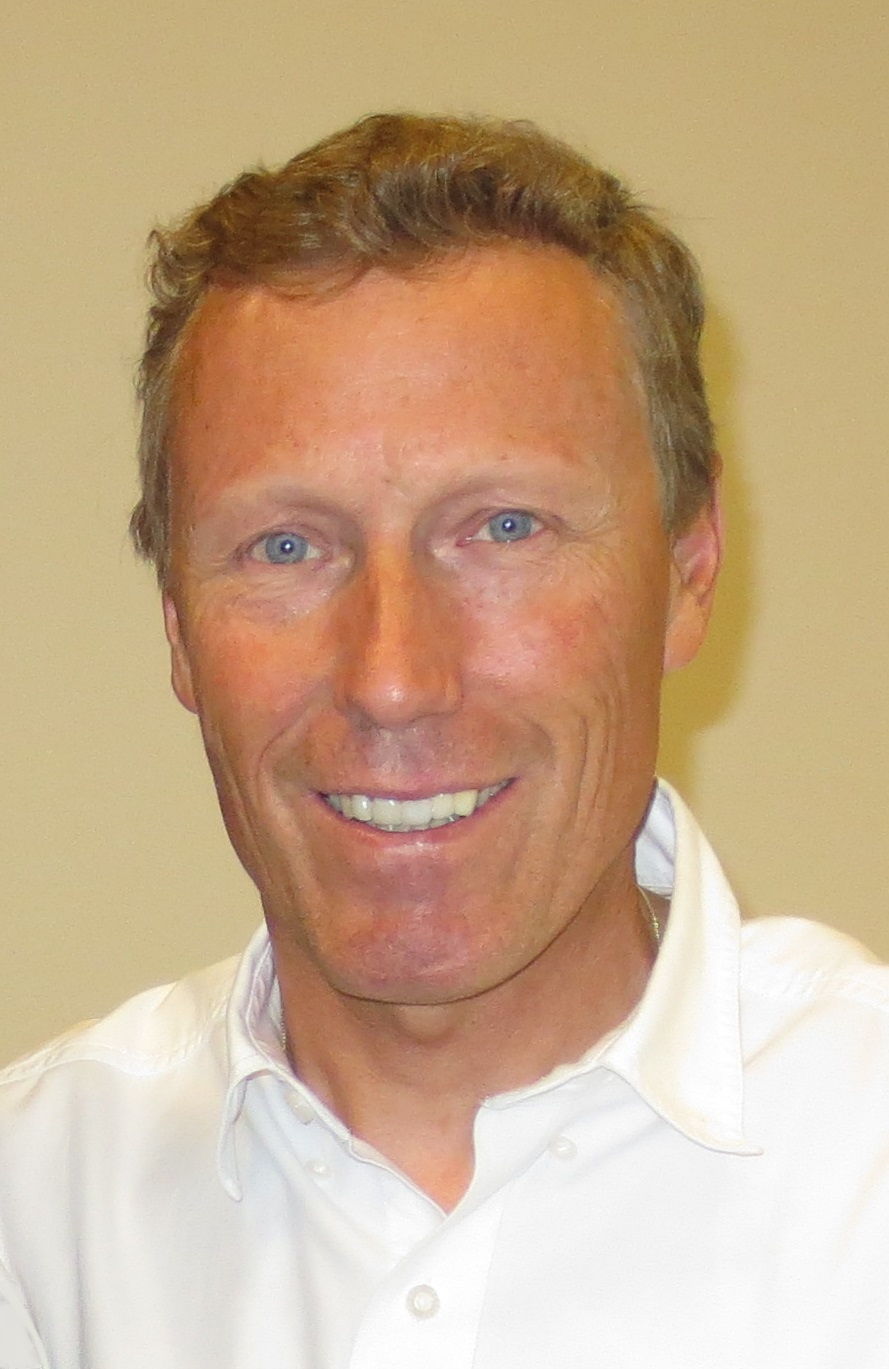
Pirmin Zurbriggen (* 1963)

- 1963: Pirmin Zurbriggen, Schweizer Skirennläufer
- 1964: Volker Dehs, deutscher Literaturwissenschaftler, Übersetzer und Publizist
- 1964: Sjan van Dijk, niederländische Bogenschützin
- 1964: Heike Tischler, deutsche Leichtathletin
- 1965: Myrtle Augee, britische Kugelstoßerin
- 1965: Frank Lelle, deutscher Fußballspieler
- 1966: Wjatscheslaw Jekimow, russischer Radrennfahrer
- 1967: Wjatscheslaw Wladimirowitsch Atawin, russischer Handballspieler
- 1967: Lotto King Karl, deutscher Musiker
- 1968: Beate Gummelt, deutsche Geherin
- 1968: Astrid Klug, deutsche Politikerin, MdB
- 1968: Michael Prus, deutscher Fußballspieler
- 1969: René Bochmann, deutscher Baufacharbeiter, Bürokaufmann und Politiker
- 1969: Brandy Ledford, US-amerikanische Schauspielerin
- 1969: Claudia Michelsen, deutsche Schauspielerin
- 1970: Gabrielle Anwar, britische Schauspielerin
- 1970: Gilberto Hernández, mexikanischer Schachspieler und -trainer
- 1970: Andreas Lichtenberger, deutscher Schauspieler und Musicaldarsteller
- 1970: Norman Ohler, deutscher Schriftsteller
- 1970: Toni Porkka, finnischer Eishockeyspieler
- 1971: Maarten Atmodikoro, surinamisch-niederländischer Fußballspieler
- 1971: Alexander Dürr, deutscher Fußballspieler und -trainer
- 1971: Chrischa Hannawald, deutscher Handballspieler und -trainer
- 1971: Katja Mast, deutsche Politikerin, MdB
- 1971: Nikki Stone, US-amerikanische Freestyle-Skierin
- 1975: Vittorio Arrigoni, italienischer Reporter
- 1975: Rick Burch, US-amerikanischer Musiker

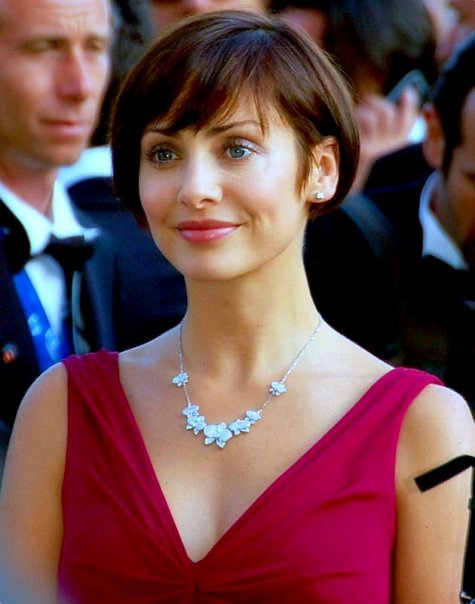
Natalie Imbruglia (* 1975)

- 1975: Natalie Imbruglia, australisch-britische Sängerin und Schauspielerin

#### 1976–2000
- 1976: Cam’ron, US-amerikanischer Rapper
- 1976: Vincent Capillaire, französischer Automobilrennfahrer
- 1976: Masaki Kanō, japanischer Automobilrennfahrer
- 1976: Daniel Wiemer, deutscher Schauspieler und Musiker
- 1977: Gavin DeGraw, US-amerikanischer Musiker
- 1978: Mohamad Abd El Fatah, ägyptischer Ringer
- 1978: Markus Hiden, österreichischer Fußballspieler
- 1978: Harriet Hunt, englische Schachspielerin
- 1979: Franziska Mascheck, deutsche Politikerin
- 1979: Giorgio Pantano, italienischer Automobilrennfahrer
- 1980: Yared Asmerom, eritreischer Marathonläufer
- 1980: Kabelo Mmono, botswanischer Hochspringer
- 1981: Tommy Finke, deutscher Musiker und Komponist
- 1981: Jason Kapono, US-amerikanischer Basketballspieler
- 1981: Marcus Steegmann, deutscher Fußballspieler
- 1981: Johan Vansummeren, belgischer Radrennfahrer
- 1981: Victor Wainwright, US-amerikanischer Blues- und Boogie-Woogie-Musiker
- 1982: Heiner Backhaus, deutscher Fußballspieler
- 1982: Katrin Rafalski, deutsche Fußballschiedsrichterin
- 1982: Roman Wallner, österreichischer Fußballspieler
- 1982: Kimberly Wyatt, US-amerikanische Sängerin (Pussycat Dolls)
- 1983: Miguel Garcia, portugiesischer Fußballspieler
- 1983: Blerim Rrustemi, kanadischer Fußballspieler
- 1985: David Lazzaroni, französischer Skispringer
- 1985: Trent McClenahan, australischer Fußballspieler
- 1986: Maximilian Götz, deutscher Automobilrennfahrer
- 1986: Anne Pochert, deutsche Fußballspielerin
- 1986: Kosi Saka, kongolesischer Fußballspieler

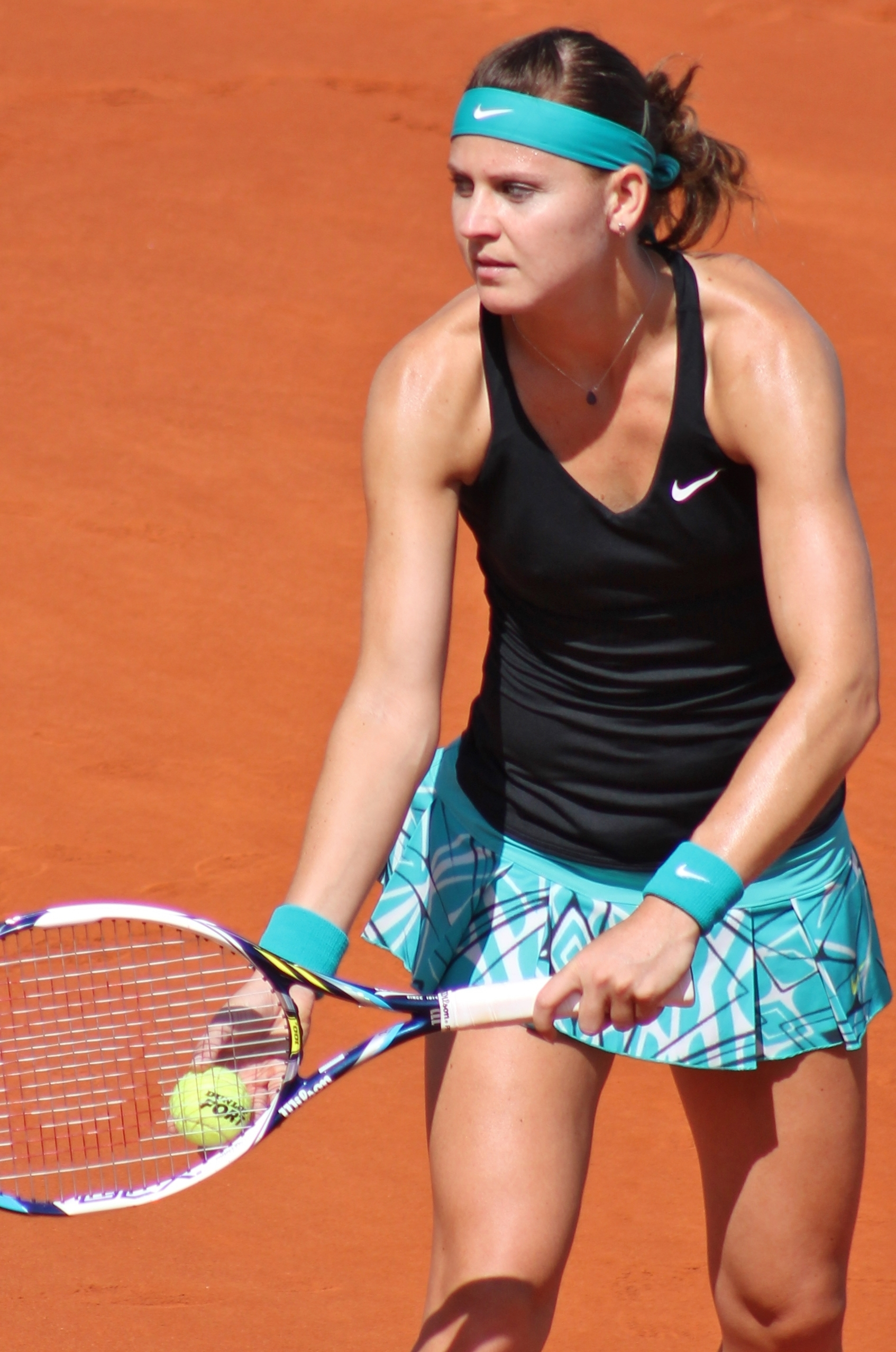
Lucie Šafářová (* 1987)

- 1987: Lucie Šafářová, tschechische Tennisspielerin
- 1987: Nikita Kirillowitsch Witjugow, russischer Schachspieler
- 1988: Carly Patterson, US-amerikanische Turnerin
- 1989: Ion Izagirre, spanischer Radrennfahrer
- 1989: Yunus Özmusul, türkischer Handballspieler
- 1990: Marcel Kandziora, deutscher Fußballspieler
- 1990: Karen Knútsdóttir, isländische Handballspielerin
- 1990: Nairo Quintana, kolumbianischer Radrennfahrer
- 1991: Mathew Leckie, australischer Fußballspieler
- 1992: Samin Gomez, venezolanische Automobilrennfahrerin
- 1993: Isolda Dychauk, deutsche Schauspielerin
- 1995: Ella Rumpf, schweizerisch-französische Schauspielerin
- 1995: Pione Sisto, südsudanesisch-dänischer Fußballspieler
- 1995: Lisa Vittozzi, italienische Biathletin
- 1996: Michela Cambiaghi, italienische Fußballspielerin
- 1996: Jonathan Elias Weiske, deutscher Schauspieler
- 1998: Marin Šverko, kroatisch-deutscher Fußballspieler
- 1998: Langston Uibel, deutscher Schauspieler
- 1998: Maximilian Wöber, österreichischer Fußballspieler
- 1999: Hikaru Fukuda, japanische Biathletin
- 1999: Derrick Köhn, deutscher Fußballspieler
- 2000: Vincent Thill, luxemburgischer Fußballspieler

### 21. Jahrhundert
- 2001: Cassiel Rousseau, australischer Wasserspringer
- 2002: Alexander Blank, deutscher Eishockeyspieler
- 2002: Jackie R. Jacobson, US-amerikanische Schauspielerin
- 2005: Zidan Sertdemir, dänischer Fußballspieler

## Gestorben

### Vor dem 17. Jahrhundert
- 0211: Septimius Severus, römischer Kaiser
- 0708: Sisinnius, Papst

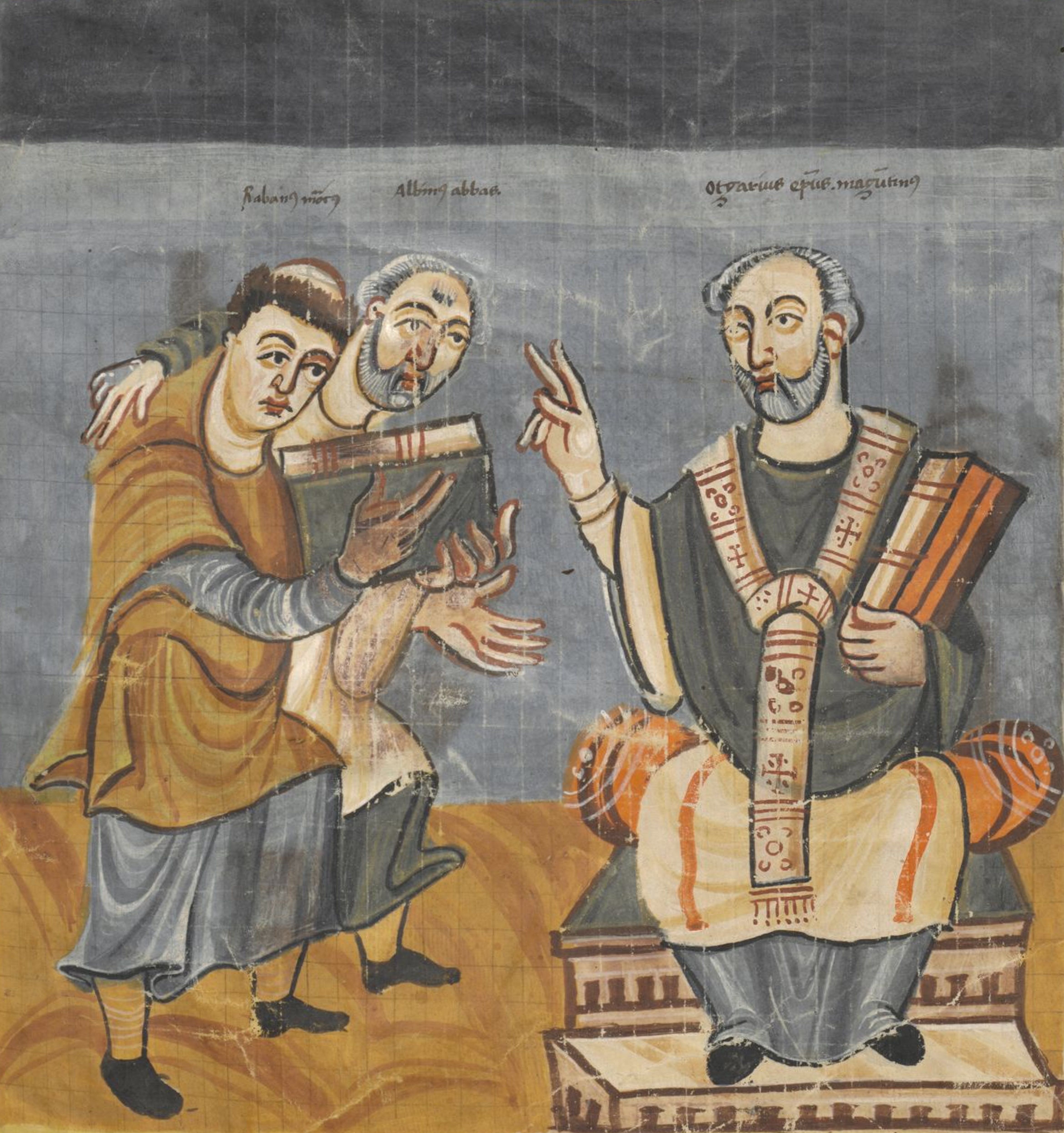
Rabanus Maurus († 856)

- 0856: Rabanus Maurus, Erzbischof von Mainz, Verfasser zweier lateinischer Enzyklopädien
- 1041: Fujiwara no Kintō, japanischer Dichter und Aristokrat
- 1150: Ekbert I., Graf von Tecklenburg
- 1161: Inge Krogrygg, König von Norwegen
- 1168: Dietrich von Elsass, Graf von Flandern
- 1189: Gilbert von Sempringham, englischer Ordensgründer
- 1222: Wilhelm I., Graf von Holland und Kreuzritter
- 1475: Giovanni Andrea Bussi, italienischer Prälat und Humanist
- 1475: Georg I. von Schaumberg, Fürstbischof von Bamberg
- 1498: Antonio Pollaiuolo, italienischer Bildhauer, Maler und Kupferstecher

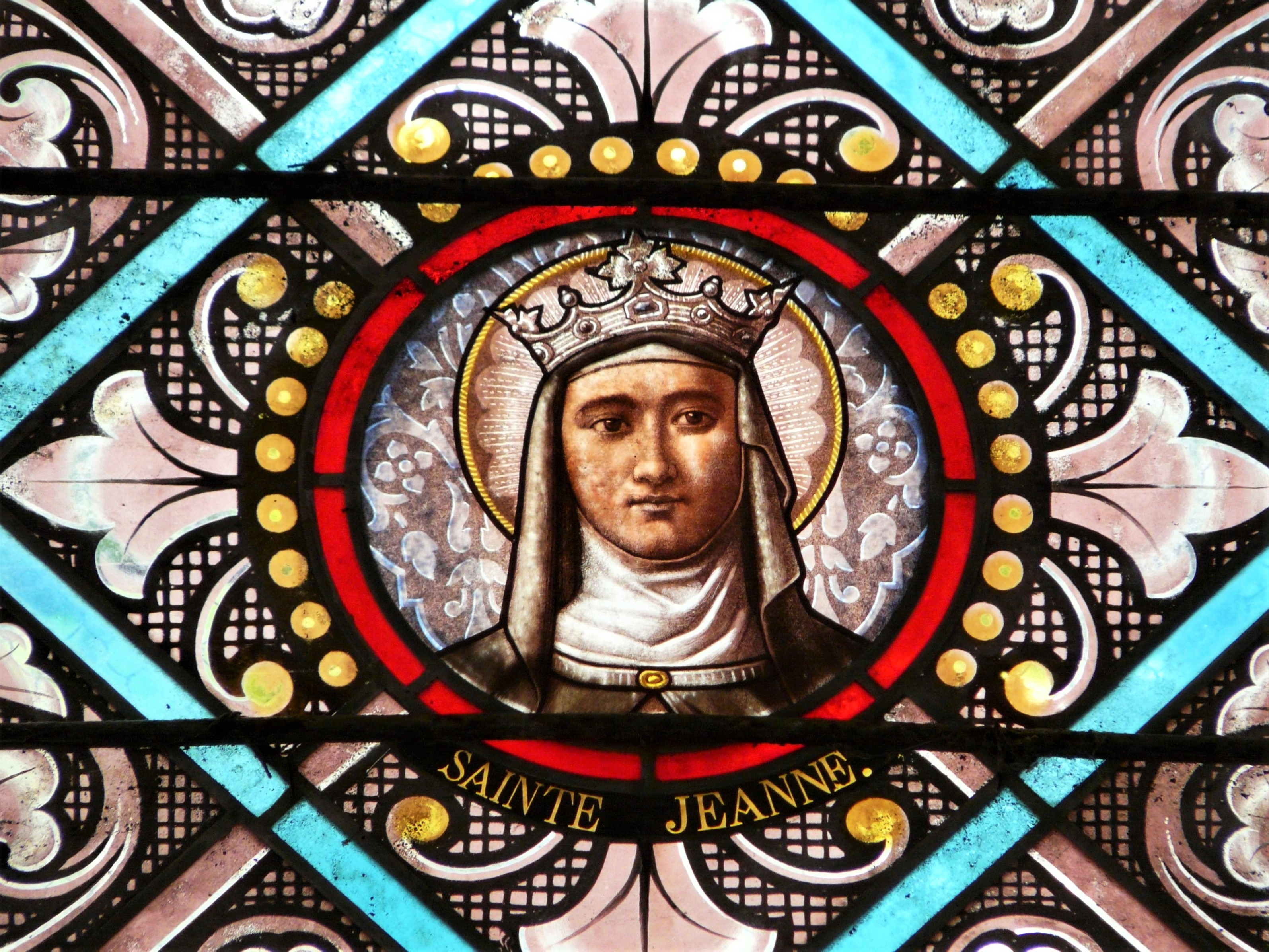
Jeanne de Valois († 1505)

- 1505: Johanna von Frankreich, Herzogin von Orleans und Königin von Frankreich
- 1508: Conrad Celtis, deutscher Humanist und Dichter
- 1513: Philipp von Rosenberg, Fürstbischof von Speyer
- 1523: Simon Pistoris der Ältere, deutscher Mediziner
- 1529: Ludwig Hätzer, Schweizer Publizist und Bibelübersetzer, Märtyrer der Täuferbewegung
- 1534: Alonso de Fonseca III., Erzbischof von Santiago de Compostela und Toledo
- 1551: Johann IV., Fürst von Anhalt-Zerbst
- 1551: Thomas Venatorius, deutscher Mathematiker, evangelischer Theologe und Reformator
- 1553: Caspar Othmayr, deutscher evangelischer Geistlicher und Komponist
- 1563: Wilhelm von Brandenburg-Ansbach-Kulmbach, Erzbischof von Riga
- 1580: Philipp Ludwig I., Graf von Hanau-Münzenberg
- 1590: Nicole de Savigny, Baronin von Saint-Remy und Mätresse des französischen Königs Heinrich II.
- 1597: Joachim von Beust, deutscher Jurist
- 1598: Abdullah II., Fürst der Usbeken

### 17. und 18. Jahrhundert
- 1609: García Hurtado de Mendoza, spanischer Gouverneur von Chile und Vizekönig von Peru
- 1612: Josef von Leonessa, italienischer Kapuziner-Missionar, Heiliger
- 1615: Justo Takayama, japanischer Feldherr und Christ
- 1617: Louis Elsevier, niederländischer Verleger, Buchbinder und Buchhändler
- 1622: Jacob Studer, Schweizer Bibliophiler und Bibliothekar
- 1641: Johann Georg Vitzthum von Eckstedt, Kanoniker am Naumburger Dom und am Dom zu Halberstadt
- 1652: Sigismund II. Rákóczi, Prinz von Siebenbürgen
- 1653: Jasper Hanebuth, deutscher Söldner, Räuber und Mörder
- 1672: Anna Maria Martinozzi, eine der Mazarinetten und Fürstin von Conti
- 1687: François de Créquy, französischer General, Marschall von Frankreich
- 1691: Paul Ammann, deutscher Mediziner und Botaniker
- 1694: Jean Louis d’Orléans-Longueville, Herzog von Longueville
- 1694: Natalja Kirillowna Naryschkina, tatarische Adelige, zweite Gattin von Zar Alexei I. von Russland
- 1697: Adrien de Wignacourt, Großmeister des Malteserordens
- 1698: Sophie Wilhelmine von Ostfriesland, Herzogin von Württemberg-Oels
- 1702: Georg Michael Heber, deutscher Rechtswissenschaftler
- 1706: Johann Nikolaus Pechlin, deutsch-niederländischer Mediziner und Erzieher von Karl Friedrich von Holstein-Gottorf
- 1709: Anne de Rohan-Chabot, Fürstin von Soubise und Mätresse Ludwigs XIV.
- 1717: Johann Adam Seupel, Straßburger Maler und Kupferstecher
- 1721: Heinrich Mylius, deutscher Mediziner
- 1738: Joseph Süß Oppenheimer, deutscher Hoffaktor
- 1745: Georg Ermel, deutscher Pädagoge
- 1748: Gabriel Girard, französischer Romanist, Slawist, Grammatiker und Lexikologe
- 1752: Louis I. de Bourbon, Herzog von Orléans und Herzog von Nemours, Großmeister des Lazarusordens
- 1753: Anna Emerentia von Reventlow, deutsche Gräfin, Wohltäterin und Priorin des Klosters Uetersen
- 1769: Friedrich Wilhelm von Oppel, kursächsischer Oberberghauptmann
- 1778: Friedrich Seltendorff, Baumeister des Leipziger Barock und Rokoko
- 1780: Giovanni Battista Passeri, italienischer Archäologe

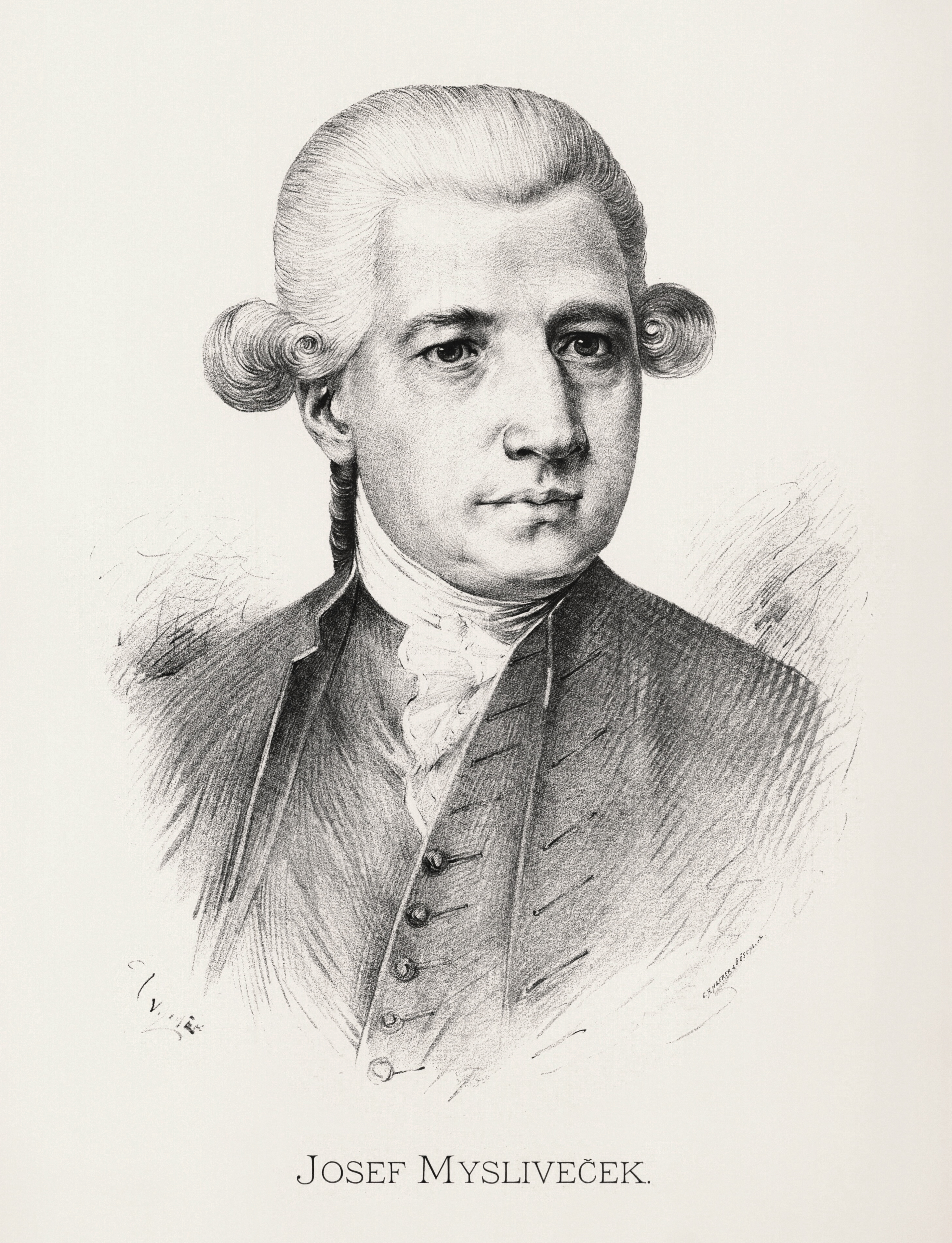
Josef Mysliveček († 1781)

- 1781: Josef Mysliveček, tschechischer Komponist
- 1784: Friederike Luise von Preußen, Prinzessin von Preußen
- 1787: Pompeo Batoni, italienischer Maler
- 1792: Viktoria Charlotte von Anhalt-Bernburg-Schaumburg-Hoym, Markgräfin von Brandenburg-Bayreuth
- 1793: Karl Blank, russischer Architekt
- 1799: Francisca Lucia von Korff zu Harkotten und Störmede, vorletzte Äbtissin im Stift Freckenhorst
- 1800: Charlotte Sophie Bentinck, deutsche Adlige

### 19. Jahrhundert
- 1805: John Sloss Hobart, US-amerikanischer Jurist und Politiker

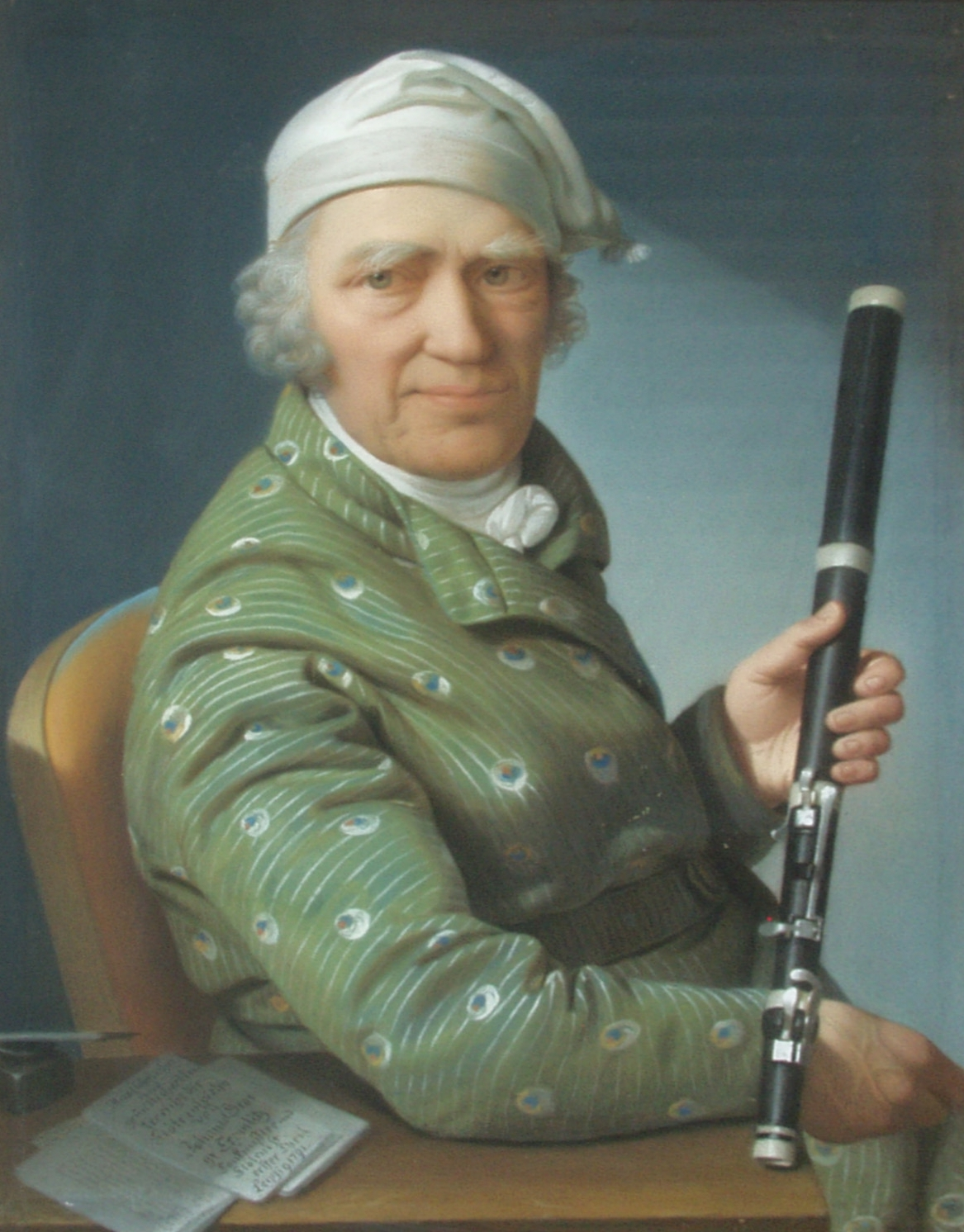
Johann George Tromlitz († 1805)

- 1805: Johann George Tromlitz, deutscher Flötist, Flötenbauer und Komponist
- 1807: Johann Ignaz Seuffert, deutscher Orgelbauer
- 1808: Mary Anne Talbot, britische Matrosin und Soldatin
- 1810: Fjodor Gordejewitsch Gordejew, russischer Bildhauer und Hochschullehrer
- 1816: John Armstrong, US-amerikanischer Offizier, Jurist und Politiker
- 1816: Joachim Perinet, österreichischer Schauspieler und Schriftsteller
- 1819: Gaspar Smit, spanischer Komponist und Organist
- 1822: Jean-Baptiste-Cyrus-Marie-Adélaïde de Timbrune de Thiembronne, französischer General
- 1823: Franz Bühler, deutscher Benediktinermönch, Musiker und Komponist

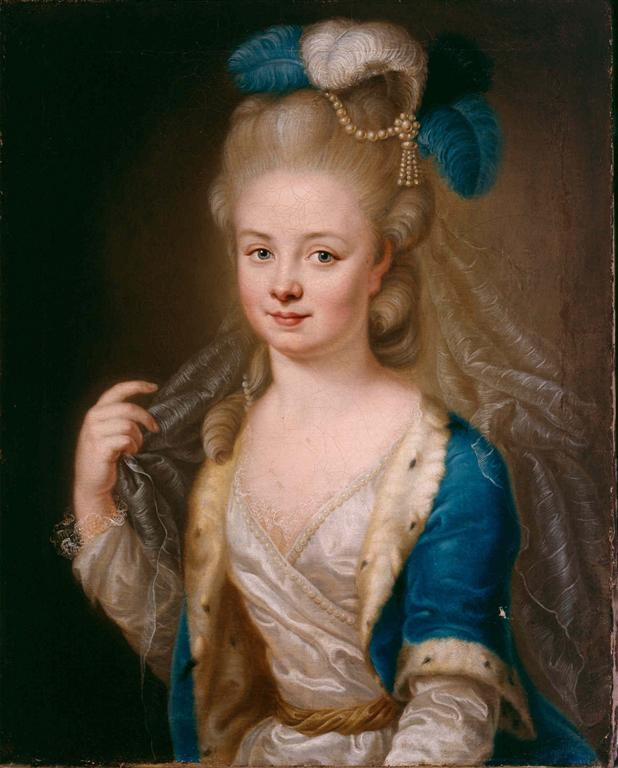
Maria Anna von Pfalz-Zweibrücken († 1824)

- 1824: Maria Anna von Pfalz-Zweibrücken, Pfalzgräfin von Birkenfeld-Gelnhausen und Herzogin in Bayern
- 1825: Carl Friedrich Wilhelm Berg, deutscher Landwirt
- 1825: Bernhard Friedrich Kuhn, Schweizer Politiker und Jurist
- 1825: Carl Günther von Schwarzburg-Rudolstadt, deutscher Polizeidirektor
- 1834: Julie Candeille, französische Komponistin, Musikerin, Dramatikerin und Schauspielerin
- 1835: Wade Hampton I., US-amerikanischer Großgrundbesitzer, General und Politiker
- 1837: John Latham, britischer Arzt, Ornithologe, Naturforscher und Autor
- 1838: Michael Oestreich, deutscher Orgelbauer
- 1844: Willem de Clercq, niederländischer Schriftsteller
- 1848: Jan Richard de Brueys, niederländischer Rechtswissenschaftler
- 1851: Adrien Jean-Baptiste du Bosc, französischer General
- 1853: Jean-Alexandre-Guillaume Leresche, Schweizer evangelischer Geistlicher, Hochschullehrer und Politiker
- 1854: George Watterston, US-amerikanischer Leiter der Bibliothek des US-Kongress
- 1862: Heinrich Schmückert, Generalpostdirektor des Königreichs Preußen
- 1863: Giuseppe Lillo, italienischer Komponist

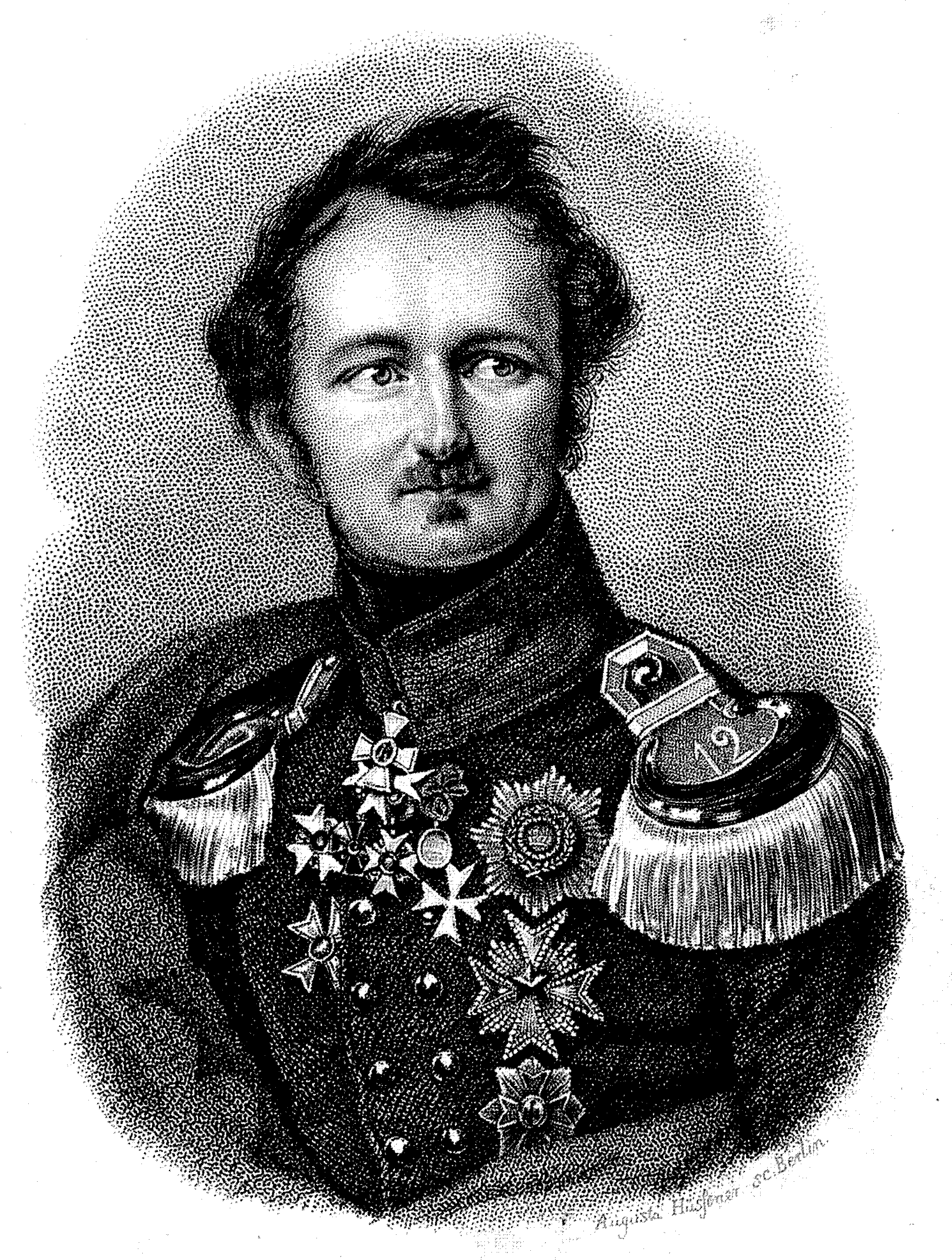
Hermann von Pückler-Muskau († 1871)

- 1871: Hermann von Pückler-Muskau, preußischer Standesherr, Generalleutnant, Landschaftsarchitekt, Schriftsteller und Weltreisender
- 1874: Hartvig Nissen, norwegischer Schulreformer
- 1875: Josef Ettenreich, österreichischer Fleischhauer, vereitelte ein Messerattentat auf Kaiser Franz Joseph I.
- 1877: Thomas Samuel Ashe, US-amerikanischer Jurist und Politiker
- 1880: François Louis Nompar de Caumont de La Force, französischer Naturforscher und Forschungsreisender
- 1882: John Hiles, englischer Organist und Musikpädagoge
- 1886: Hans Victor von Unruh, deutscher Politiker und Regierungsrat
- 1890: Antoine d’Orléans, Herzog von Montpensier, französischer Offizier und spanischer Thronprätendent
- 1890: Fletcher Stockdale, US-amerikanischer Jurist, Eisenbahnbeamter und Politiker
- 1895: Hugo Barthelme, deutscher Maler
- 1895: Faustina Hasse Hodges, US-amerikanische Komponistin und Organistin
- 1896ː Elisabeth von Grotthuß, deutschbaltische Erzählerin und Dramatikerin
- 1897: José Miguel Blanco, chilenischer Bildhauer
- 1897ː Ida Masius, Mitbegründerin des ersten Kinderkrankenhauses in Mecklenburg

### 20. Jahrhundert

#### 1901–1950
- 1901: Bernhard Schwarz, deutscher Afrikaforscher
- 1902: George N. Barnard, US-amerikanischer Fotograf
- 1902: Jacob Lindboe, norwegischer Jurist und Politiker
- 1905: Louis-Ernest Barrias, französischer Bildhauer

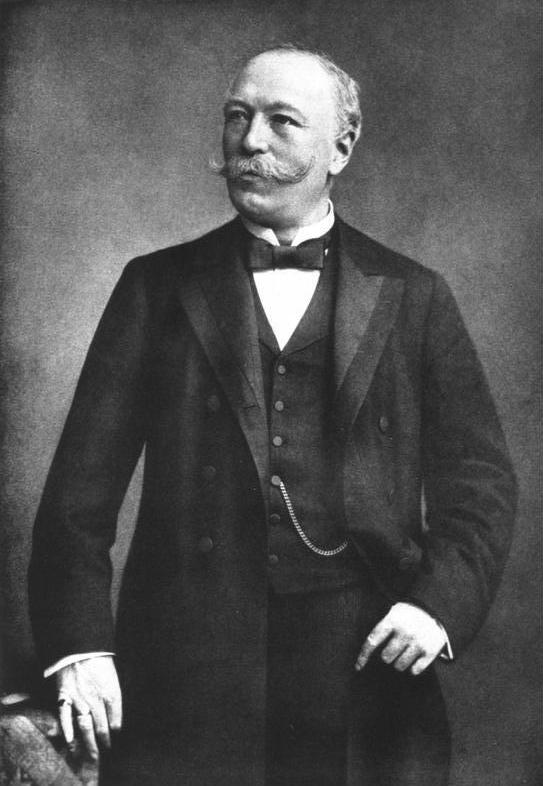
Tonio Bödiker († 1907)

- 1907: Tonio Bödiker, preußischer Staatsmann, erster Präsident des Reichsversicherungsamtes
- 1907: Gabriel Hubert Iser, deutscher Reichsgerichtsrat
- 1907: Friedrich Westermann, deutscher Verleger
- 1908: Herrmann Bachstein, deutscher Eisenbahnpionier
- 1910: Giovanni Passannante, italienischer Anarchist
- 1911: Piet Cronjé, Kommandeur der Buren im Ersten und Zweiten Burenkrieg
- 1912: Franz Reichelt, österreichischer Schneider und Fallschirmkonstrukteur
- 1913: Franz Xaver Nagl, österreichischer katholischer Erzbischof und Kardinal
- 1914: Wolf Dohrn, deutscher Reformer
- 1915: Franz Adickes, deutscher Kommunalpolitiker, Oberbürgermeister von Frankfurt am Main
- 1915: Baldomero Aguinaldo, philippinischer Revolutionsführer und General
- 1917: Frédéric de Rougemont der Jüngere, Schweizer evangelischer Geistlicher und Entomologe
- 1919: Emil Possehl, Lübecker Kaufmann und Mäzen
- 1921: Eugène Burnand, Schweizer Maler
- 1921: Carl Hauptmann, deutscher Dramatiker und Schriftsteller
- 1925: Paul Gilbert, deutscher Richter, Kommunalpolitiker, Heimatforscher, Vereins- und Verbandsfunktionär
- 1925: Robert Koldewey, deutscher Architekt und Archäologe
- 1926: Katharina Zitelmann, deutsche Schriftstellerin

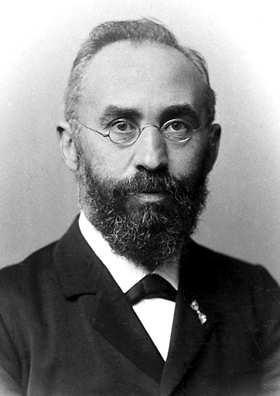
Hendrik Antoon Lorentz († 1928)

- 1928: Hendrik Antoon Lorentz, niederländischer Mathematiker und Physiker, Nobelpreisträger
- 1928: Fritz Raschig, deutscher Industrieller, Chemiker und Politiker
- 1929: Victor Michels, deutscher Germanist
- 1929: Alexandre Nozal, französischer Maler
- 1931: Dominique Gauchet, französischer Admiral
- 1934: Richard von Kralik, österreichischer Schriftsteller und Kulturphilosoph
- 1936: Wilhelm Gustloff, deutscher Nationalsozialist, Landesgruppenleiter der NSDAP-Auslandsorganisation in der Schweiz
- 1936: Rudolf Heydel, deutscher Automobilrennfahrer
- 1936: Hugo Krabbe, niederländischer Staatsrechtler
- 1939: Henri Deterding, niederländischer Industrieller
- 1939: Edward Sapir, US-amerikanischer Ethnologe und Linguist
- 1940: Julius Gujer, Schweizer Unternehmer und freisinniger Politiker
- 1940: Nikolai Iwanowitsch Jeschow, russischer Chef der sowjetischen Geheimpolizei NKWD
- 1941: Louis Lincoln Emmerson, US-amerikanischer Politiker
- 1944: Heinrich-Sigismund von der Heyde, deutscher General
- 1944: Arsen Borissowitsch Kozojew, sowjetischer Schriftsteller
- 1945: Michel Doré, französischer Automobilrennfahrer
- 1945: Cecil Kimber, britischer Mitbegründer und Geschäftsführer der Automobilfirma MG
- 1946: Herbert Baker, britischer Architekt
- 1947: Alwin Reinhold Korselt, deutscher Mathematiker
- 1950: Walter Eli Clark, US-amerikanischer Politiker
- 1950: Charlot Strasser, Schweizer Psychiater und Schriftsteller

#### 1951–2000
- 1951: Cecil Gant, US-amerikanischer Bluessänger und Pianist
- 1953: Antonio Conte, italienischer Fechter
- 1953: Emmerich David, deutscher Geistlicher und Generalvikar in Köln
- 1954: William Herbert Adams, US-amerikanischer Politiker
- 1955: Robert Hohlbaum, österreichischer Bibliothekar, Romanautor und Dramatiker
- 1956: Janko Binenbaum, türkischer Komponist
- 1956: Peder Gram, dänischer Komponist
- 1957: Pierre Aeby, Schweizer Politiker
- 1957: Miguel Covarrubias, mexikanischer Maler, Karikaturist, Ethnologe und Kunsthistoriker

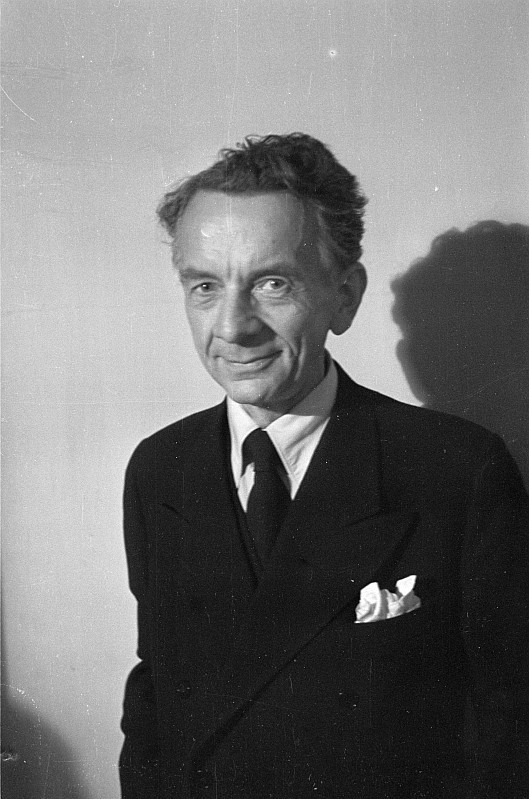
Erich Ponto († 1957)

- 1957: Erich Ponto, deutscher Schauspieler
- 1958: Monta Bell, US-amerikanischer Produzent, Regisseur und Drehbuchautor
- 1958: Henry Kuttner, US-amerikanischer Schriftsteller
- 1966: August-Martin Euler, deutscher Jurist und Politiker, MdL, MdB
- 1966: Robert Graf, deutscher Theater- und Filmschauspieler
- 1967: Martin C. Ansorge, US-amerikanischer Jurist und Politiker
- 1967: Cevat Rıfat Atilhan, türkischer Autor, Journalist, Publizist und General
- 1967: Igo Etrich, österreichischer Pilot und Flugzeugkonstrukteur
- 1967: Väinö Albert Nuorteva, finnischer Schriftsteller und Journalist
- 1968: Josef Augusta, tschechischer Paläontologe
- 1968: Neal Cassady, US-amerikanischer Autor, Mitglied der literarischen Gruppe der Beat Generation (Beatniks)
- 1969: Lucy Borchard, deutsche Reederin

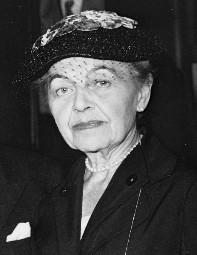
Erica Pappritz († 1972)

- 1972: Erica Pappritz, deutsche Diplomatin und Protokoll-Expertin unter Konrad Adenauer
- 1974: Satyendranath Bose, indischer Physiker
- 1974: Ozaki Kihachi, japanischer Schriftsteller
- 1974: Max zu Schaumburg-Lippe, deutscher Automobilrennfahrer

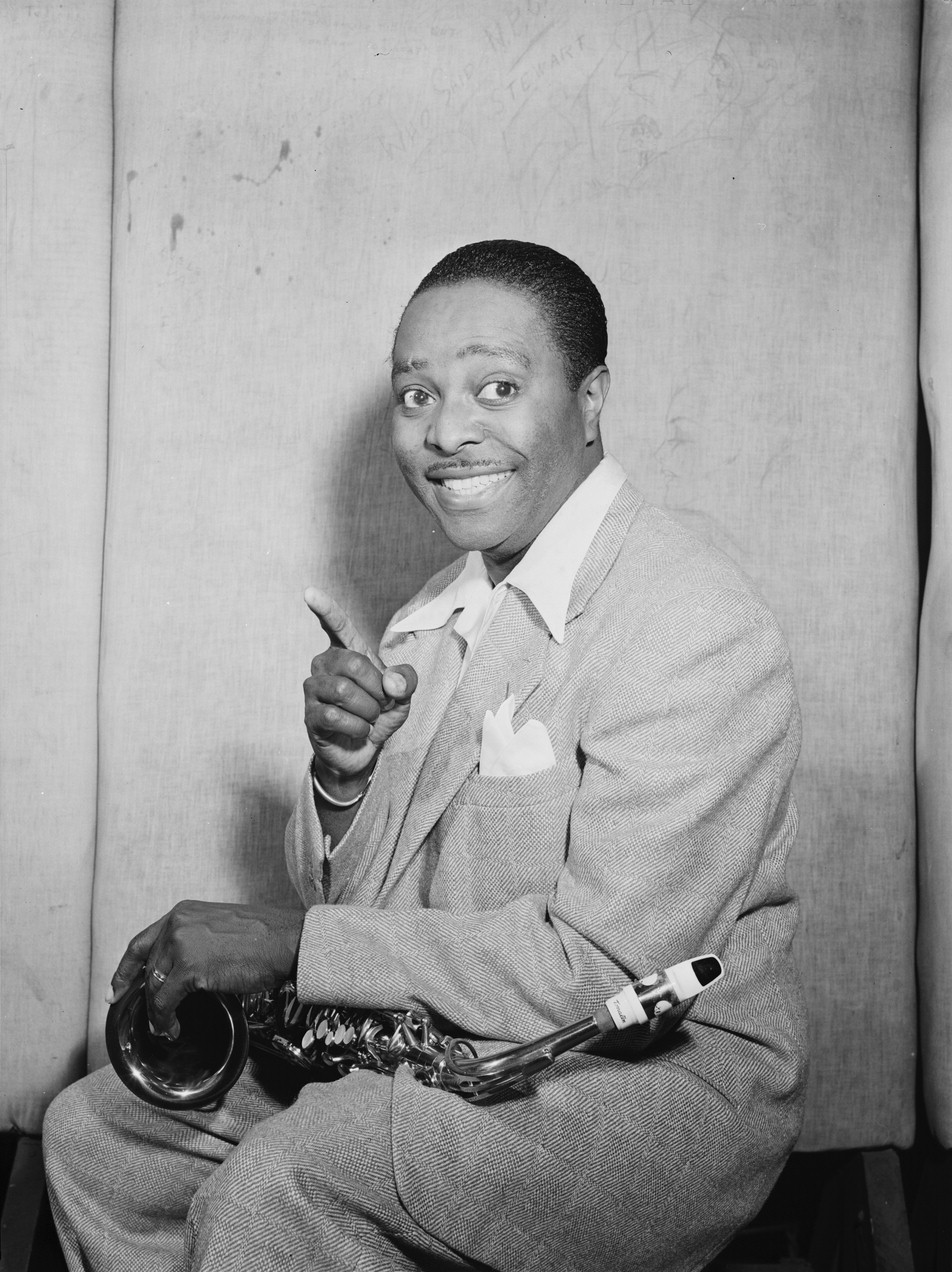
Louis Jordan († 1975)

- 1975: Louis Jordan, US-amerikanischer Saxophonist
- 1977: Achille Campanile, italienischer Journalist und Theaterautor
- 1980: Fritz Geiger, deutscher Sportfunktionär, Präsident der Deutschen Eislauf-Union
- 1982: Alex Harvey, britischer Musiker
- 1983: Karen Carpenter, US-amerikanische Sängerin
- 1985: Friedrich Arndt, deutscher Puppenspieler
- 1985: Mathieu Hezemans, niederländischer Automobilrennfahrer- und Unternehmer
- 1986: Pierre Clause, französischer Autorennfahrer
- 1987: Liberace, US-amerikanischer Entertainer
- 1987: Carl Rogers, US-amerikanischer Psychologe und Jugend-Psychotherapeut
- 1988: Willi Kollo, deutscher Komponist
- 1989: Trevor Lucas, australisch-britischer Folksänger und -gitarrist
- 1989: Hans Müller, Schweizer Staatsbeamter
- 1989: Gustav Niermann, deutscher Landwirt und Politiker, MdL, Landesminister
- 1990: Berta Karlik, österreichische Physikerin
- 1992: Udo Tischer, deutscher Politiker und Gewerkschafter, MdB
- 1995: Godfrey Brown, britischer Leichtathlet und Olympiasieger

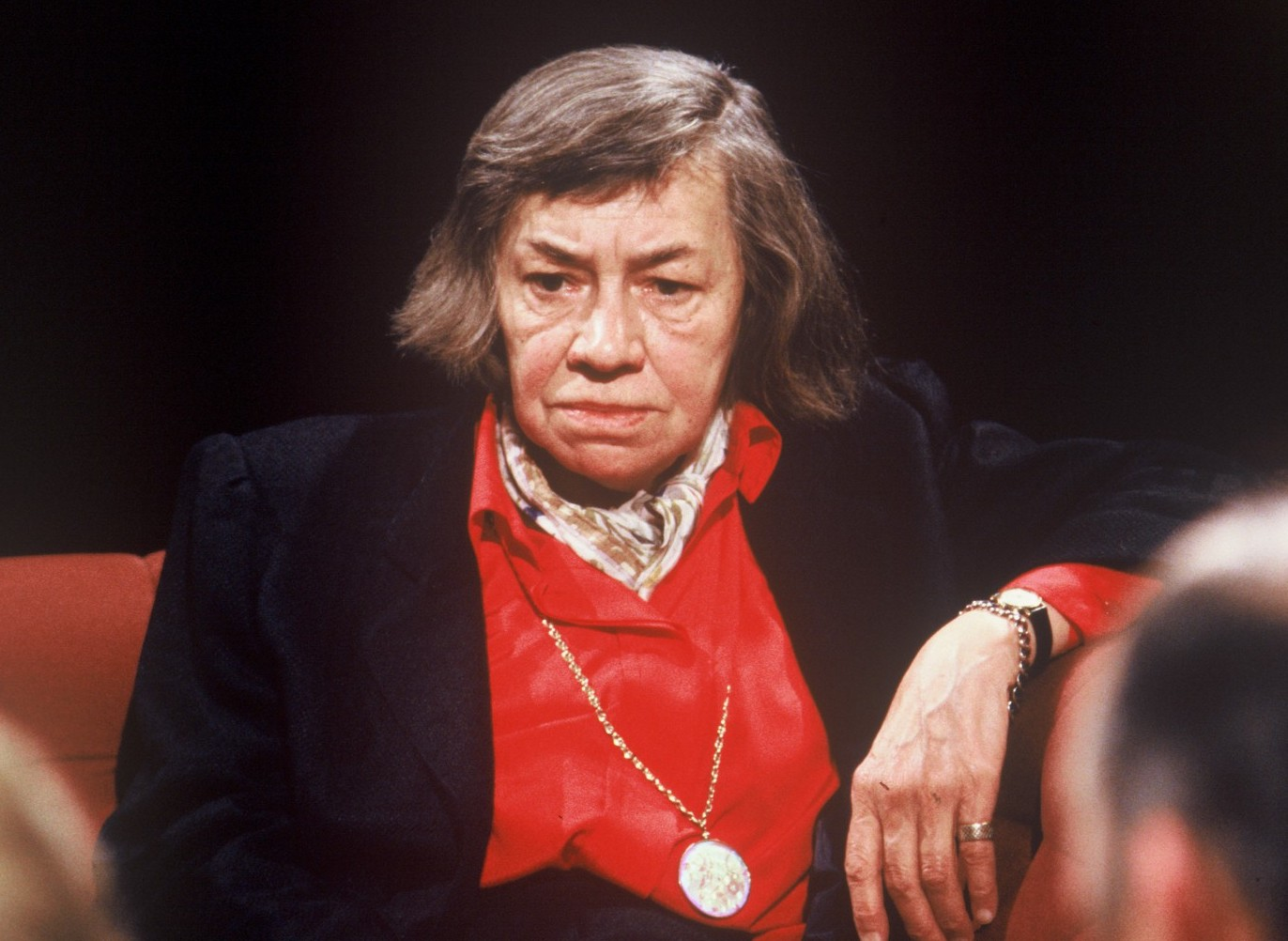
Patricia Highsmith († 1995)

- 1995: Patricia Highsmith, US-amerikanische Schriftstellerin
- 1995: Walter Zeller, deutscher Motorradrennfahrer
- 1996: Sara C. Bisel, US-amerikanische Archäologin und Anthropologin
- 1996: Manolo Fábregas, mexikanischer Schauspieler, Regisseur und Filmproduzent spanischer Herkunft
- 1997: Alberto Beltrán, dominikanischer Sänger
- 1997: Ross Lee Finney, US-amerikanischer Komponist
- 1998: Paul Schachtschabel, deutscher Bodenkundler
- 1999: Amadou Diallo, guineischer Immigrant, von Polizisten erschossen
- 1999: Vittorio Marzotto, italienischer Automobilrennfahrer
- 2000: Carl Albert, US-amerikanischer Politiker
- 2000: Lothar Alisch, deutscher Politiker
- 2000: Joachim-Ernst Berendt, deutscher Musikjournalist und -kritiker
- 2000: Henry Jaeger, deutscher Schriftsteller
- 2000: Rodrigo Lloreda Caicedo, kolumbianischer Politiker

### 21. Jahrhundert
- 2001: J. J. Johnson, US-amerikanischer Jazz-Musiker
- 2001: Raimo Kangro, estnischer Komponist
- 2001: Ernie McCoy, US-amerikanischer Automobilrennfahrer
- 2001: Tomás Rivera Morales, puerto-ricanischer Komponist, Cuatrospieler und Musikpädagoge
- 2001: Iannis Xenakis, griechischer Komponist und Architekt
- 2002: Boogaloo Ames, US-amerikanischer Jazz-, Blues- und Boogie-Woogiepianist
- 2002: Agatha Barbara, maltesische Politikerin, Präsidentin von Malta
- 2002: Inge Konradi, österreichische Schauspielerin
- 2002: George Nader, US-amerikanischer Filmschauspieler
- 2003: Hasso Schützendorf, deutscher Unternehmer
- 2004: Walentina Michailowna Borok, ukrainisch-sowjetische Mathematikerin
- 2004: Jacques Français, französischer Geigenbauer und -experte
- 2005: Ossie Davis, US-amerikanischer Schauspieler
- 2005: Alois Rohrmoser, österreichischer Unternehmer, Gründer der Skifabrik Atomic

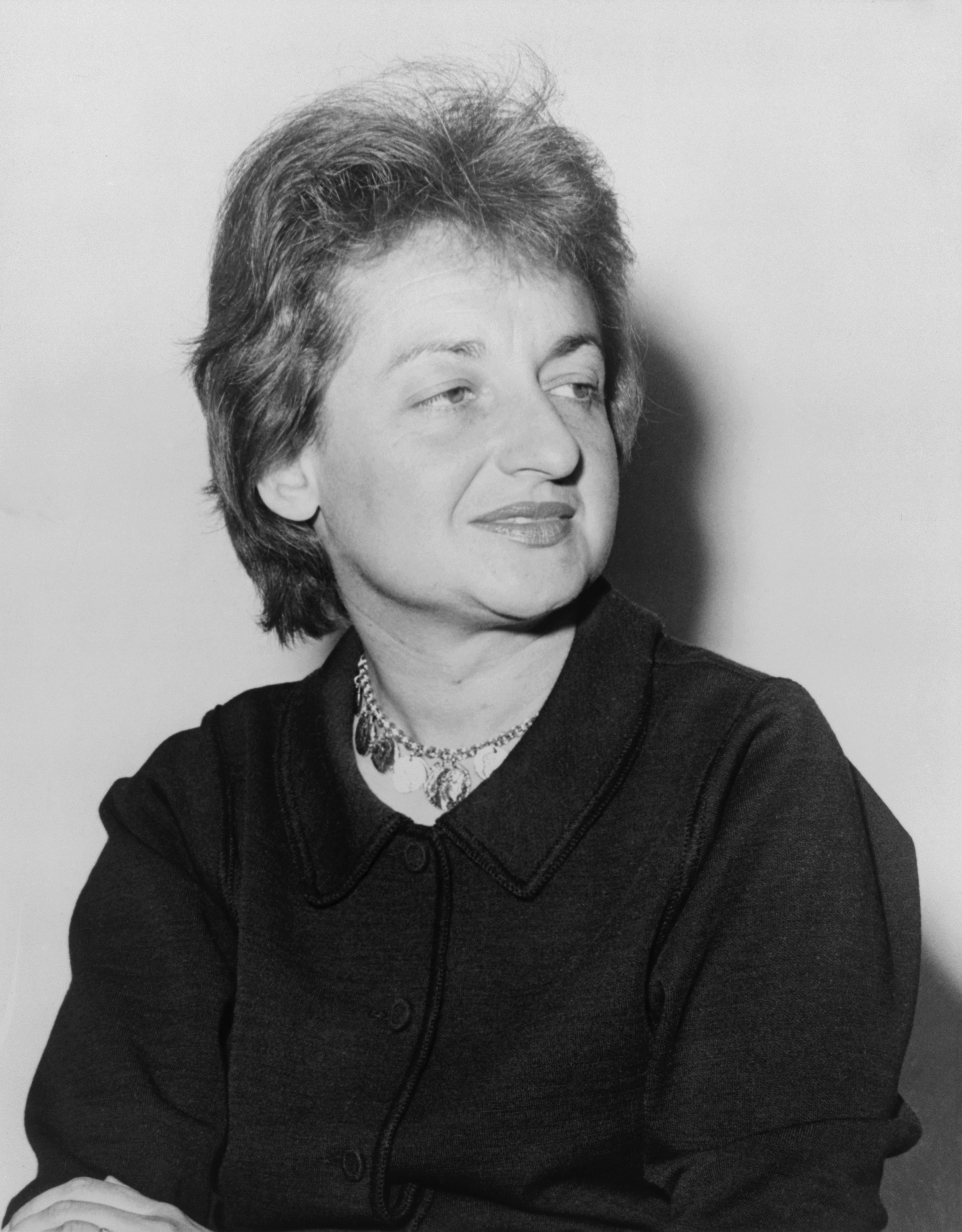
Betty Friedan († 2006)

- 2006: Betty Friedan, US-amerikanische Feministin und Publizistin
- 2007: Kurt Schubert, österreichischer Judaist
- 2007: Francesco Valdambrini, italienischer Komponist und Musikpädagoge
- 2008: Chris Anderson, US-amerikanischer Jazz-Pianist
- 2008: Tata Güines, kubanischer Perkussionist, Bandleader, Komponist und Arrangeur
- 2008: Stefan Meller, polnischer Historiker, Diplomat und Politiker
- 2010: Gottfried Egg, Schweizer Jass-Experte und Erfinder des Preisjassens
- 2011: Michael Habeck, deutscher Schauspieler und Synchronsprecher
- 2011: Isadore Nathaniel Parker, US-amerikanischer Jazz-Trompeter
- 2012: István Csurka, ungarischer Journalist, Schriftsteller und Politiker
- 2013: Reg Presley, britischer Sänger und Songwriter (The Troggs)
- 2014: Mario Benusiglio, italienischer Automobilrennfahrer
- 2014: Hubert Luthe, deutscher römisch-katholischer Bischof des Bistums Essen
- 2015: John Barber, britischer Automobilrennfahrer
- 2015: Catherine Boswell Fried, britische Bildhauerin, Malerin, Fotografin und Schriftstellerin
- 2015: Fitzhugh Fulton, US-amerikanischer Testpilot
- 2016: Maria Loley, österreichische Flüchtlingshelferin
- 2016: Edgar Mitchell, US-amerikanischer Astronaut
- 2017: Joachim Auer, deutscher Politiker
- 2017: Inge Loidl, Vorsitzende der Katholischen Frauenbewegung Österreichs
- 2018: Gregor Dorfmeister, deutscher Schriftsteller
- 2018: Martin Grüner, deutscher Politiker
- 2018: John Mahoney, US-amerikanischer Schauspieler
- 2019: Matti Nykänen, finnischer Skispringer
- 2019: Leonie Ossowski, deutsche Schriftstellerin
- 2020: Kamau Brathwaite, barbadischer Schriftsteller
- 2020: Daniel arap Moi, kenianischer Politiker
- 2021: Stanisław Wołodko, polnischer Leichtathlet
- 2022: Tibor Bodnár, ungarischer Sportschütze
- 2024ː Alice Darr, US-amerikanische Jazzmusikerin (Piano, Gesang) und Songwriterin
- 2024ː Lisa Freund, deutsche Autorin, Supervisorin und Sterbebegleiterin
- 2024: Hage Geingob, namibischer Politiker und Staatspräsident Namibias
- 2024: Kurt Roland „Kurre“ Hamrin, schwedischer Fußballspieler, -trainer und Eishockeyspieler
- 2024ː Shen Rong, chinesische Schriftstellerin
- 2025: Walter Fust, Schweizer Unternehmer
- 2025ː Maria Teresa Horta, portugiesische Feministin und Schriftstellerin

## Feier- und Gedenktage
- Kirchliche Gedenktage
  - Hl. Rabanus Maurus (evangelisch, katholisch)
  - Hl. Jeanne de Valois, französische Königin, Äbtissin und Ordensgründerin (katholisch)
  - Hl. Josef von Leonessa (katholisch)

- Namenstage
  - Johanna, Veronika

- Staatliche Feier- und Gedenktage
  - Weltkrebstag
  - Internationaler Tag der menschlichen Geschwisterlichkeit
  - Sri Lanka: Unabhängigkeit von Großbritannien (1948)

Weitere Einträge enthält die Liste von Gedenk- und Aktionstagen.